# Jaligny-sur-Besbre
Jaligny-sur-Besbre este o comună franceză, situată în departamentul Allier, în regiunea Auvergne-Rhône-Alpes.
Este unul dintre cele mai vechi orașe din Bourbonnais. Se presupune că a fost fondat în anul 67 și își datorează celebritatea unui castel fortificat, ai cărui diverși seniori au jucat un rol destul de activ în istorie începând cu secolul al XII-lea.
În ciuda dimensiunilor sale modeste, Jaligny poartă titlul de oraș încă din Evul Mediu, statut confirmat în 1569 și 1752 în lista orașelor fortificate din Bourbonnais. Odinioară înconjurat de ziduri, perimetrul său avea forma unei semicercuri.
Dominația seniorilor de Bourbon, fiind mult timp limitată la regiunea din apropierea orașului Moulins, a făcut ca cea mai mare parte a teritoriului traversat de râul Besbre și de afluenții săi, iar mai spre est, de râul Lodde, să fie inclusă în jurisdicția puternicei seniorii de Jaligny.
Jaligny își datorează o anumită notorietate mai multor romane ale lui René Fallet care au fost adaptate pentru marele ecran, cum ar fi Les Vieux de la Vieille (1960), cu Jean Gabin, Pierre Fresnay și Noël-Noël, Un idiot la Paris (1967), în care Jean Lefebvre interpretează rolul lui Roger Gouby, un „bredin”, idiotul satului, sau La Soupe aux choux, regizat de Jean Girault (1981).

## Geografie

Localizarea în departamentul Allier

Jaligny se află în Sologne bourbonnaise, pe contraforturile munților Forez și Madeleine, în valea râului Besbre, afluent direct al Loarei. Această regiune a Moyenne Besbre, uneori numită „vale a castelelor”, este situată în extremitatea bogatei câmpii Forterre.
Datorită acestui fapt, zona este una dintre cele mai prospere regiuni pentru producția de bovine Charolais, precum și de curcani și păsări de curte crescute tradițional.
Teritoriul comunei dispune de numeroase atuuri: un mediu natural de înaltă calitate, peisaje de tip bocage, relief deluros și suprafețe împădurite, malurile râului Besbre, iazuri, o atmosferă liniștită, trasee pentru plimbări, drumeții, posibilități pentru pescuit și vânătoare, produse locale de calitate și un patrimoniu arhitectural interesant.

### Comune limitrofe
|         | Thionne    |              |
| Treteau |            | Châtelperron |
|         | Chavroches |              |

### Căi de comunicație și transporturi

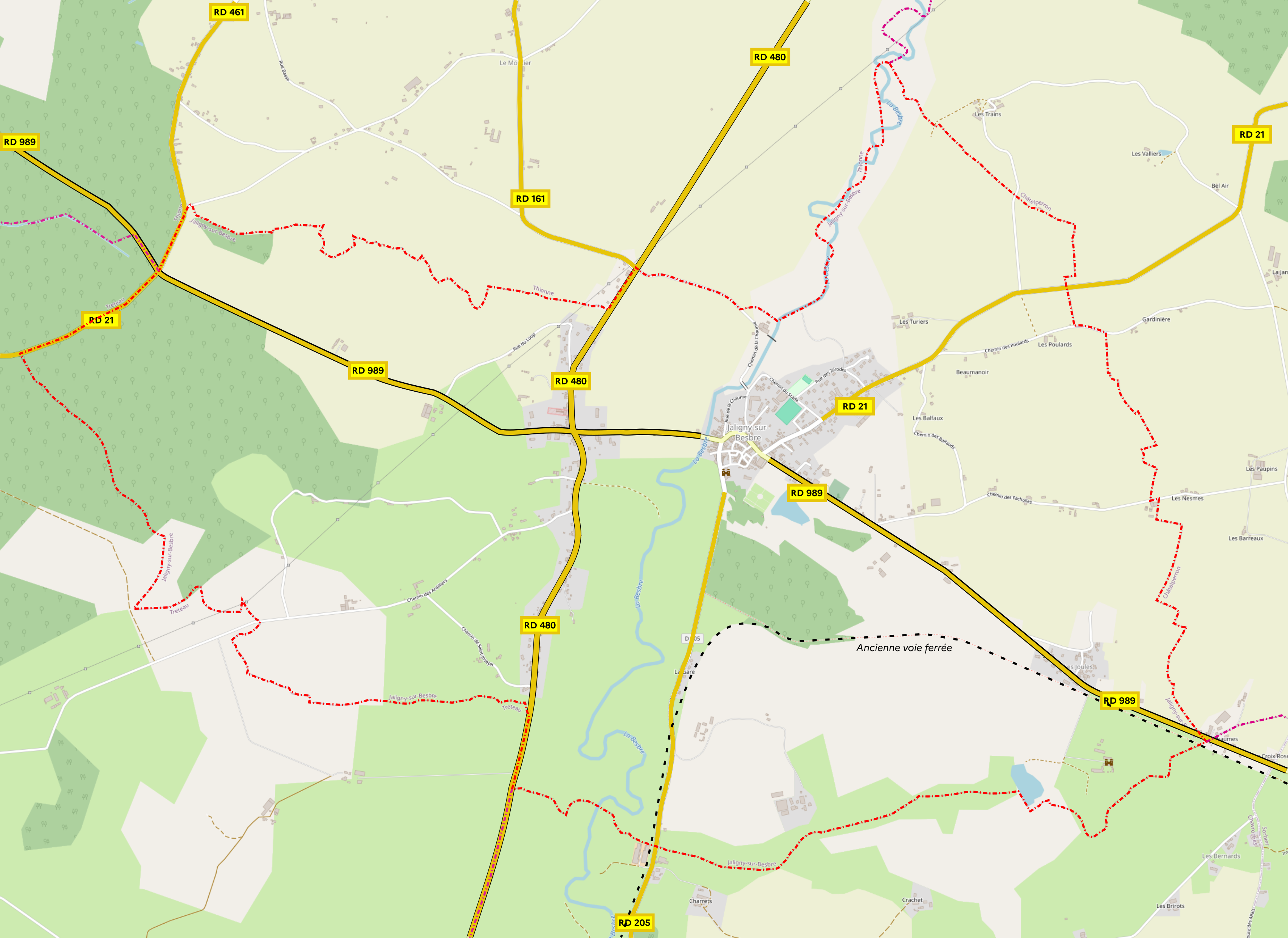
Rețea rutieră

Comuna se află la intersecția axelor Moulins - La Clayette (RD 989) și Dompierre-sur-Besbre - Lapalisse (RD 480).
Pe cale rutieră, Jaligny se află la aproximativ 30 km sud-est de Moulins și 40 km nord-est de Vichy. Se poate ajunge la drumul național 79, parte a rutei Centre-Europe Atlantique, fie prin Diou (24 km), fie trecând prin Le Donjon (aproximativ 18 km).
Gările feroviare cele mai apropiate sunt:
- Moulins (30 km),
- Saint-Germain-des-Fossés (29 km),
- Dompierre-Sept-Fons (19 km), o gară regională SNCF din rețeaua TER Auvergne-Rhône-Alpes, deservită de trenuri expres regionale pe ruta „Dijon-Ville (sau Paray-le-Monial) - Moulins-sur-Allier”.

### Clima
În 2010, clima comunei era clasificată drept climat oceanic degradat al câmpiilor din Centru și Nord, conform unui studiu al Centrului Național de Cercetare Științifică (CNRS), bazat pe o serie de date din perioada 1971-2000.
În 2020, Météo-France a publicat o tipologie actualizată a climei Franței metropolitane, conform căreia comuna este expusă unui climat oceanic alterat și se află în regiunea climatică Centru și contraforturile nordice ale Masivului Central. Această regiune se caracterizează printr-un aer uscat vara și un bun nivel de însorire.
Pentru perioada 1971-2000, temperatura anuală medie este de 11,1 °C, cu o amplitudine termică anuală de 16,5 °C. Cumulul anual mediu de precipitații este de 819 mm, cu 10,8 zile de precipitații în ianuarie și 7,6 zile în iulie. Pentru perioada 1991-2020, temperatura medie anuală observată la stația meteorologică Météo-France cea mai apropiată, situată în comuna Saint-Léon la 8 km distanță, este de 12,1 °C, iar cumulul anual mediu de precipitații este de 694,3 mm.
Parametrii climatici ai comunei au fost estimați pentru mijlocul secolului (2041-2070) conform diferitelor scenarii de emisie de gaze cu efect de seră, bazate pe noile proiecții climatice de referință DRIAS-2020. Aceștia pot fi consultați pe un site dedicat publicat de Météo-France în noiembrie 2022.

### Geologie
La Jaligny, în direcția Lapalisse, se găsesc coline foarte pronunțate formate din calcar de apă dulce. Acestea sunt acoperite, la fel ca în majoritatea locurilor cu astfel de formațiuni, de un strat de pământ argilos, gri, foarte potrivit pentru cultivarea grâului. În regiune, acest tip de sol este cunoscut sub denumirea de „terres fortes” (pământuri puternice), spre deosebire de nisipurile și resturile de granit, care permit doar cultivarea secarei și sunt denumite „varennes”.
Aceste coline prezintă în abundență un depozit singular, format dintr-o concrețiune calcaroasă compusă din tuburi drepte și scurte, considerate de geologi ca fiind rezultatul activității unor animale similare cu larvele de phrygane (indusia tubulata).
Învelișul acestor tuburi conține întotdeauna numeroase mici cochilii, atribuite fie genului Helix, fie genului Ampullaria. Aceste cochilii sunt foarte abundente la Jaligny. Ele nu se găsesc doar încorporate în părțile dure ale calcarului, ci apar și în cantități imens de numeroase într-un calcar pulverulent, unde indusiile formează doar mici aglomerări dispersate.

### Hidrografie

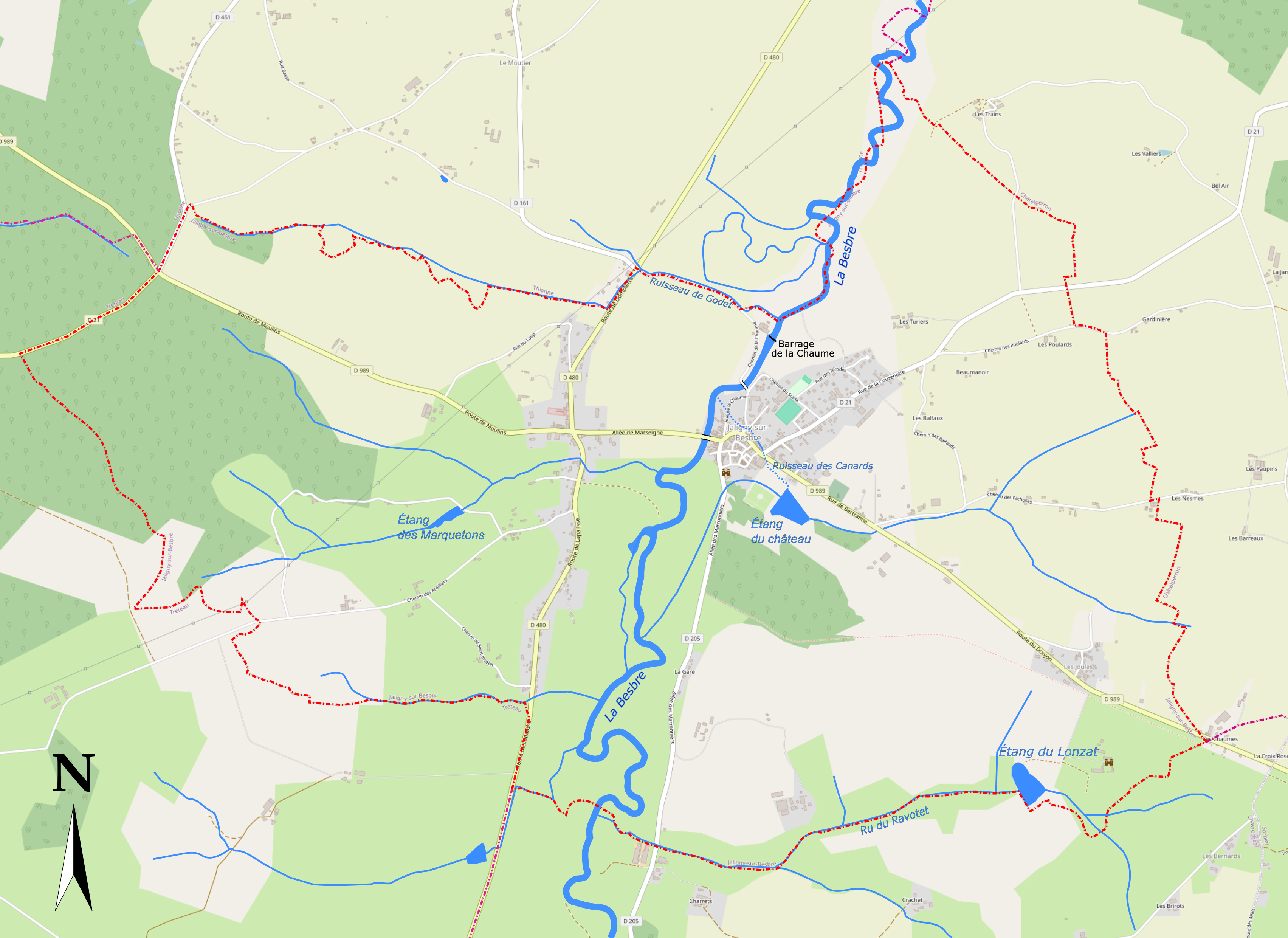
Harta hidrografică

Râul Besbre traversează Jaligny de la sud spre nord, după ce colectează numeroase cursuri de apă de mică sau medie importanță, în special pe malul drept (Barbenan, Andan, Petite Têche etc.).
De la ieșirea sa din Montagne bourbonnaise, la Le Breuil, râul capătă o albie plată, cu lățimi variabile (până la 400 m) și o pantă foarte mică (aproximativ 0,25 %), ceea ce îi conferă o adâncime redusă. Besbre curge printr-o vale îngustă, adesea greu accesibilă în partea sa joasă.
De la Lapalisse, unde ajunge în partea de sud a câmpiei Sologne bourbonnaise, râul devine mai îngust (aproximativ 50 m) și capătă un traseu mai regulat.
Un baraj reglează cursul râului la ieșirea din satul Jaligny. Inițial, această construcție era realizată din lemn până la începutul secolului al XX-lea. A fost însă distrusă în urma unei viituri în anii 1980 și înlocuită cu un baraj mobil cu clapete.

### Lingvistică
Jaligny se află în extremitatea sudică a domeniului limbii d'oïl din Bourbonnais. Le Croissant, o zonă intermediară între limbile oc și oïl, începe în apropiere de localitățile Boucé și câmpia Forterre. Această regiune lingvistică reprezintă o tranziție între cele două mari familii de limbi romanice din Franța, marcând influențele și amestecurile culturale și lingvistice din zonă.
În prezent, doar anumite persoane în vârstă mai vorbesc destul de fluent franceza din Bourbonnais. Cu toate acestea, unele expresii și formulări specifice au rămas în uz în franceza contemporană, precum și anumite cuvinte din vocabularul bourbonnais, moștenite din franceza clasică.

## Toponimie
Numele localității este atestat sub formele Castrum Gallinici, Castrum Gallini în 1036; Jaliniacum, Jaligniacus în secolul al XI-lea; Jalenhiacum; Jalineic sau Jaliniec în jurul anului 1100; Galinec în jurul anului 1160; Jalignet în 1373; Jaleigny sau Jaleigni în secolul al XV-lea, Jalligny în secolele XVII și XVIII.
Numele Jaligny derivă din antroponimul latin Gallinius, la care se adaugă sufixul -acum, de origine galică, utilizat pentru a desemna un loc sau o proprietate. Astfel, sensul general al toponimului este „domeniul lui Gallinius”.

## Istorie

### Paleolitic
În cursul unor lucrări de utilitate publică, la sfârșitul anului 1934, niște lucrători au dezgropat în târgul Jaligny fragmente de oase de mamut, în special o măsea bine conservată. Aceasta a fost identificată ca aparținând speciei Elephas primigenius Blum. Poziția stratigrafică a fosilei a fost determinată ca făcând parte dintr-o terasă veche a râului Besbre. Ulterior, o a doua măsea a fost descoperită în anul 1938.

### Origini
Conform unui document vechi, Jaligny ar fi fost fondat în anul 67.
La origine, se afla un castru construit, se pare, pentru a controla trecerea râului Besbre. Era, asemenea localității Lapalisse, un punct de apărare unde s-a stabilit de timpuriu o familie feudală, moștenitoare a unui războinic franc sau a unui nobil senator gallo-roman.
Drumul roman care lega Avaricum (Bourges) de Augustodunum (Autun), venind dinspre Vichy prin Treteau, unde se află borna milenară XXXVI, se îndrepta spre Jaligny trecând prin locul numit la Pierre-Qui-Danse. Conform lui Edmond Tudot, acest drum lega Bordeaux de Lyon. El traversează oblic terenurile cultivate și are puține puncte de contact cu drumul actual care leagă Varennes-sur-Allier de Jaligny. Era un drum larg, depășind 7 metri.
La Jaligny s-au descoperit mai mulți statere de aur și un tetradrahm galic cu titulatura lui Filip al Macedoniei.

### Secolul al XI-lea: Casa de Jaligny
Moșia Jaligny a aparținut inițial seniorilor de Jaligny (secolele al XI-lea și al XII-lea), a căror familie a fost considerată eronat de unii istorici ca fiind o ramură a Casei de Châtillon, probabil din cauza unei confuzii cu această familie, care va deține feuda în secolul al XIII-lea.
Senioria acestor puternici baroni s-a constituit în nordul diecezei de Clermont în prima jumătate a secolului al XI-lea, în condiții puțin cunoscute, în detrimentul pagus-urilor Auvergne și Autunois. Familia de Jaligny ar proveni din curțile Huillaux și Lenax, de unde au investit în castele mai bine poziționate: Jaligny, Thiers și, posibil, Montpensier, Thuret, Bulhon și Montboissier. Ei ar reprezenta un neam de rang al treilea, situat sub puternicii conți și baroni din nordul regiunii Auvergne, precum familiile Bourbon și Thiers-Montboissier.
Cel mai vechi document referitor la prima casă a familiei Jaligny este datat pe 24 octombrie, în al șaselea an al domniei lui Henric I, corespunzător anului 1036. Este vorba despre „Donația către Maica Domnului și către sfinții Agricol și Vital, făcută de Hector (sau Hictor sau Ithier), a bisericii Sfântului Mormânt din Beaulieu, pe care a construit-o și a consacrat-o lângă Jaligny, la întoarcerea din pelerinajul său la Ierusalim.”. Hector și-a rezervat uzufructul acestei biserici, în schimbul unei livre de tămâie depuse pe altarul principal în ziua Adormirii Maicii Domnului. Această cartă a fost aprobată și semnată de Rencon, episcopul de Clermont.
Cel mai cunoscut reprezentant al acestei familii este, fără îndoială, Foulques (Falco de Jaligniaco sau Falconus), care a fost unul dintre fondatorii abației din Tournus. De la el s-a păstrat o cartă datată din 1056, prin care donează senioria sa din Trézel acestui așezământ monahal, al cărui stareț era fratele său, Guillaume:
„ Toate pământurile pe care le deținea de la râul Têche până la Trézel, în plus tot ceea ce îi aparținea în acest oraș, inclusiv porțile zidurilor cu veniturile lor, un sfert din biserică, împreună cu sacristia și dependințele acesteia, etc. ”
Această donație a fost aprobată de soția sa, Béatrix, și de fiii săi, Gouffier și Ithier.
În aceeași perioadă, un alt Faucon de Jaligny era Arvernensis archidiachonus ecclesiae (arhidiacon al Bisericii din Auvergne): cu alte cuvinte, el era mâna dreaptă a episcopului de Clermont pentru întreaga regiune Auvergne. A deținut această funcție timp de aproximativ patruzeci de ani (1053–1095).
Într-o scrisoare din 1061, este menționat, sub titlul de Princeps Jaligniaci, Oudin sau Hildin (Eldinus), care îi donează lui Franck de Boucé, priorul din Saint-Pourçain, bisericile din Parroux și Villiers. În 1095, un Gouffier (Golferius) de Jaligny apare printre martorii lui Archambaud al V-lea, într-o adunare convocată de papa Urban al II-lea, „pentru a soluționa un conflict apărut între seniorul de Bourbon și călugării din Souvigny”.
Familia era considerată în acea perioadă una dintre cele mai puternice din regiune. În secolele al XI-lea și al XII-lea, înainte ca seniorii de Bourbon să-și extindă influența până la Loara, dominația seniorilor de Jaligny se exercita de la Allier la Loara, pe cea mai mare parte a nordului regiunii, incluzând Le Donjon, iar senioria lor avea aparent un rol politic determinant în acea vreme. În cursul secolului al XII-lea, aceștia au deținut, de asemenea, o mare parte din Limagne, mai ales în localitățile Saint-Beauzire, Gerzat, Cébazat, Neyrat, Saint-Alyre și Ségur, la est de Clermont. Este posibil ca cel puțin partea vestică a dealului Montferrand să fi aparținut domeniului lor.
Un descendent al lui Hector, Foulques III (sau II) de Jaligny, senior de Puy-Guillaume abația din Montpeyroux, primul așezământ cistercian din dieceza Clermont. În 1081, seniorii-prinți de Jaligny s-au aliat cu seniorii de Bourbon prin căsătoria lui Guillaume de Jaligny, fiul lui Oudin-le-Barbu, cu Ermangarde de Bourbon, fiica lui Archambaud le Fort, care i-a oferit ca zestre senioria Beçay. Din această căsătorie s-au născut doi copii, Oudin și Élisabeth.

### Secolul al XII-lea: Transmiterea feudei către casa de Amboise

Blazonul Casei de Amboise

La moartea tatălui său, Oudin a moștenit domeniul Jaligny. El a murit tânăr și fără urmași, iar senioria a revenit surorii sale, Élisabeth. Această doamnă de Jaligny, uneori numită Élisabeth de Souvigny datorită locului său de naștere, s-a căsătorit în 1103 cu Hugues I (sau II) d'Amboise (Senior de Amboise, Montrichard, Chaumont-sur-Loire și Nanteuil), căruia i-a adus ca zestre pământurile patrimoniale din Jaligny. Cuplul a avut patru copii: trei fii, Sulpice II Le Hutin, senior de Amboise; Hugues II d'Amboise, cruciat în Țara Sfântă; și Oudin, senior de Jaligny; precum și o fiică, Denyse, care s-a căsătorit cu Ernulph de Bourbon și a murit fără urmași.
Unele surse menționează alți trei copii: Étienne, care a murit în Țara Sfântă; Élisabeth (c. 1120 - după 1176), soția lui Robert II de Blou, senior de Champigny; și un fiu al cărui nume rămâne necunoscut, posesor al unui fief în Touraine.
Rămasă văduvă în 1129, Élisabeth de Jaligny a preluat conducerea unei mici armate pentru a recupera moștenirea tatălui său, pe care o pierduse în fața unor seniori vecini. Lupta a durat mult timp, dar în cele din urmă a triumfat și și-a recâștigat bunurile. De asemenea, în 1128, a luat armele pentru a apăra câțiva dintre copiii săi care erau atacați. Ulterior, s-a retras la Jaligny, pe care îl dăduse ca apanaj fiului său Oudin.
În jurul anului 1152, Élisabeth a încercat să-și convingă fiul, Sulpice d'Amboise, să nu se angajeze într-un război împotriva lui Goscelin d'Aulnay și Thibaud al V-lea cel Mare, conte de Blois și de Champagne. Neputând să-l descurajeze, s-a resemnat să-l sprijine și, în 1153, l-a însoțit la Maindré, un castel care aparținea senioriei Amboise și era situat la granița comitatului Blois. Acolo, Élisabeth a organizat apărarea pentru a rezista unui asediu.
Contele de Blois a asediat fără succes fortăreața, dar, prin trădare, a reușit să-l captureze pe Sulpice și pe fiii acestuia, Hugues II (sau III) d'Amboise și Hervé, care îl însoțeau, reținându-i prizonieri în donjonul său din Châteaudun. După ce au abandonat Maindré, apărătorii s-au retras la castelul Chaumont, de unde i-au cerut ajutor lui Oudin.
Punându-și domeniile sub protecția rudelor sale, Archambaud al VII-lea de Bourbon, seniorul de Jaligny și-a adunat vasalii și a pornit în ajutorul fratelui său. A apărat castelul Chaumont, forțându-l pe contele de Blois să se retragă. Acesta, pentru a se răzbuna pentru înfrângerea sa, l-a supus pe Sulpice la tortură, provocându-i moartea la 24 august 1153, după care i-a atârnat cadavrul de o spânzurătoart.
Pentru a obține eliberarea lui Hugues și Hervé, Élisabeth a încheiat în 1154 un tratat de pace cu Thibaud, care prevedea ca preț al eliberării distrugerea castelului Chaumont.
În aceeași perioadă, fiul său Oudin, aflat în pelerinaj la Saint-Gilles, a fost ucis de mai mulți dintre oamenii săi de încredere, ofițeri ai fratelui său, seniorul de Amboise, cu care era în competiție pentru stăpânirea unor pământuri. Temându-se că moșia Jaligny ar putea fi din nou lăsată la mila seniorilor din împrejurimi, Élisabeth a luat imediat toate măsurile necesare pentru a asigura posesiunea acesteia nepotului său, Hugues II (sau III) d'Amboise. Acesta s-a grăbit să ajungă în domeniile unchiului său, a primit omagiul vasalilor și a preluat titlul de senior de Jaligny.
Suferind de mult timp de pleurezie, Élisabeth de Jaligny a murit pe 12 octombrie 1154 și a fost înmormântată la Pontlevoy, lângă fiul său Sulpice.

### Secolul al XIII-lea

#### Casa de Châtillon-Jaligny

Blazonul casei de Châtillon

În secolul al XIII-lea, feuda a trecut la casa de Châtillon prin căsătoria lui Alix d'Amboise, doamnă de Jaligny, fiica lui Hugues IV d'Amboise (1170–1218) și a Margueritei de Berrie din Loudunois, cu Eudes I de Châtillon-en-Bazois.
Acesta a participat la cruciada a cincea: Jacques de Vitry, episcop de Acre, îl menționează într-o epistolă despre cucerirea orașului Damietta de către sarazini, citându-l printre prizonierii capturați în lupta din 29 august 1219. În timpul captivității sale, soția sa, Alix, a administrat bunurile soțului „cu permisiunea sa expresă, în timp ce acesta se află peste mări.”
Din uniunea lor s-a născut Hugues I de Châtillon (c. 1220–1268), senior de Treteau și de Billezois, care s-a căsătorit cu Isabelle, fiica lui Guillaume de Mello-Saint-Bris le Jeune. Cei doi au avut doi copii, dintre care Hugues II de Châtillon-Jaligny (c. 1240–1296), succesorul său, care nu a avut moștenitori de sex masculin.
La sfârșitul secolului, singurul descendent masculin rămas din familia Châtillon-Jaligny era fratele lui Hugues II de Châtillon, Guillaume de Châtillon-Jaligny, dascăl la Auxerre și ulterior episcop de Laon în 1279 sau 1280. Acesta și-a căsătorit nepoata, Isabeau de Châtillon, fiica lui Hugues II, cu Guiot (sau Guy) de Château-Villain, senior de Luzy.
Rămasă văduvă, Isabeau s-a recăsătorit în 1289 cu Robert al III-lea, conte de Clermont și delfin de Auvergne, care i-a stabilit un douaire (alocație de văduvă) de o mie de franci. Prin această căsătorie, ea i-a adus lui Robert al III-lea senioriile Jaligny, Dompierre și Treteau.
În principiu, aceste pământuri erau de franc-alleu (proprietate liberă), deși Hugues, senior de Jaligny, figura în lista celor cincisprezece baroni din Nivernais care au fost prezenți și și-au dat consimțământul pentru acordarea cartei din 27 iulie 1231 (6 înainte de calendele lui august), de către Gui II, conte de Nevers, și Mahaut, soția sa, prin care se înființa comuna Nevers.
În 1241, Hugues recunoștea, în prezența episcopului de Nevers, că castelul său era „jurabil și cedabil în fața marii și micii puteri” a contesei Mahaut. De asemenea, în 1249, Hugues II a participat la procesele judecate în curtea contesei Mahaut de Nevers.
Cu toate acestea, în 1286, conții de Nevers au pretins suzeranitatea asupra acestor seniorii și au cerut ca deținătorii acestora să le depună jurământ de credință și omagiu. Nu fără reticențe, seniorii de Jaligny au încheiat mai multe compromisuri cu aceștia. În cele din urmă, în urma unui diferend dintre Robert, conte de Nevers, și priorul de Marseigne, în aprilie 1293, Robert, conte de Clermont, și soția sa, Isabeau, au recunoscut că Jaligny, Tréteau, Dompierre și tot ceea ce moșteniseră din succesiunea lui Guillaume de Jaligny erau feudă a contelui de Nevers.
De asemenea, s-a convenit că acesta din urmă avea dreptul de a păzi prioratele din Jaligny și Marseigne, precum și abația Saint-Lieu.

#### Spitalul (Hôtel-Dieu) și școlile în secolul al XIII-lea
La acea vreme, un spital și școli erau deja stabilite la Jaligny. Rectorul școlilor (rector scholarum, învățătorul) este menționat într-un proces-verbal din Vinerea Mare a anului 1261, în care Robert al III-lea declara, în calitate de senior de Jaligny, că priorul Sfântului Mormânt avea dreptul de a conferi, după prezentarea făcută de seniorul respectiv, fie unui laic, fie unui cleric, pe viață sau pentru o anumită perioadă, administrarea spitalului din Jaligny și conducerea școlilor din oraș. Acesta este cel mai vechi document care menționează existența unor școli în Bourbonnais.

### Secolul al XIV-lea

#### Delfinii de Jaligny

Blazonul curții castelului Jaligny, conform unei matrice de sigiliu.

Robert III (sau IV), conte de Clermont și delfin de Auvergne (c. 1255–1324), și a doua sa soție, Isabelle de Châtillon-Jaligny, au avut cinci copii, dintre care cel mai mare, Robert IV (sau V) Dauphin, supranumit „Înțeleptul” (Le Sage, 1290–1330), a moștenit pământurile din Jaligny, Tretiaux și Saint-Ilpize.
Cunoscut de acum sub numele de Robert Dauphin I, acesta s-a căsătorit prima dată cu Almodie d'Apchon de Combronde. Din această primă uniune s-au născut Dauphins de Saint-Ilpize și de Combronde, prin fiul lor, Robert II Dauphin.
Rămas văduv, Robert Dauphin I s-a recăsătorit cu Isabeau de Châtelperron, văduva lui Henri de Châtillon și doamnă de La Ferté-Chauderon, pentru a pune capăt disputelor, proceselor și conflictelor armate care, din vremuri imemoriale, divizau senioriile Jaligny și Châtelperron.
Deoarece Robert și Isabeau erau rude de gradul al patrulea, au adresat o petiție papei Ioan al XXII-lea, care l-a însărcinat pe episcopul de Clermont, Arnaud-Roger de Comminges, să verifice autenticitatea motivelor invocate și a acordat dispensa necesară. Căsătoria a fost celebrată pe 1 iunie 1329, la Puyfol.
Din această a doua căsătorie s-au născut Hugues și Guichard Dauphin.
Alipirea feudei Jaligny la Bourbonnais a avut loc în această perioadă. Ludovic al II-lea de Nevers, printr-un act emis la Dole la 3 mai 1326, i-a cedat lui Ludovic I de Bourbon „întreg fief-ul și omagiul pe care iubitul și loialul său Robert Dauphin de Auvergne i le datora pentru pământul pe care îl deținea în cadrul teritoriului Bourbonnais”.

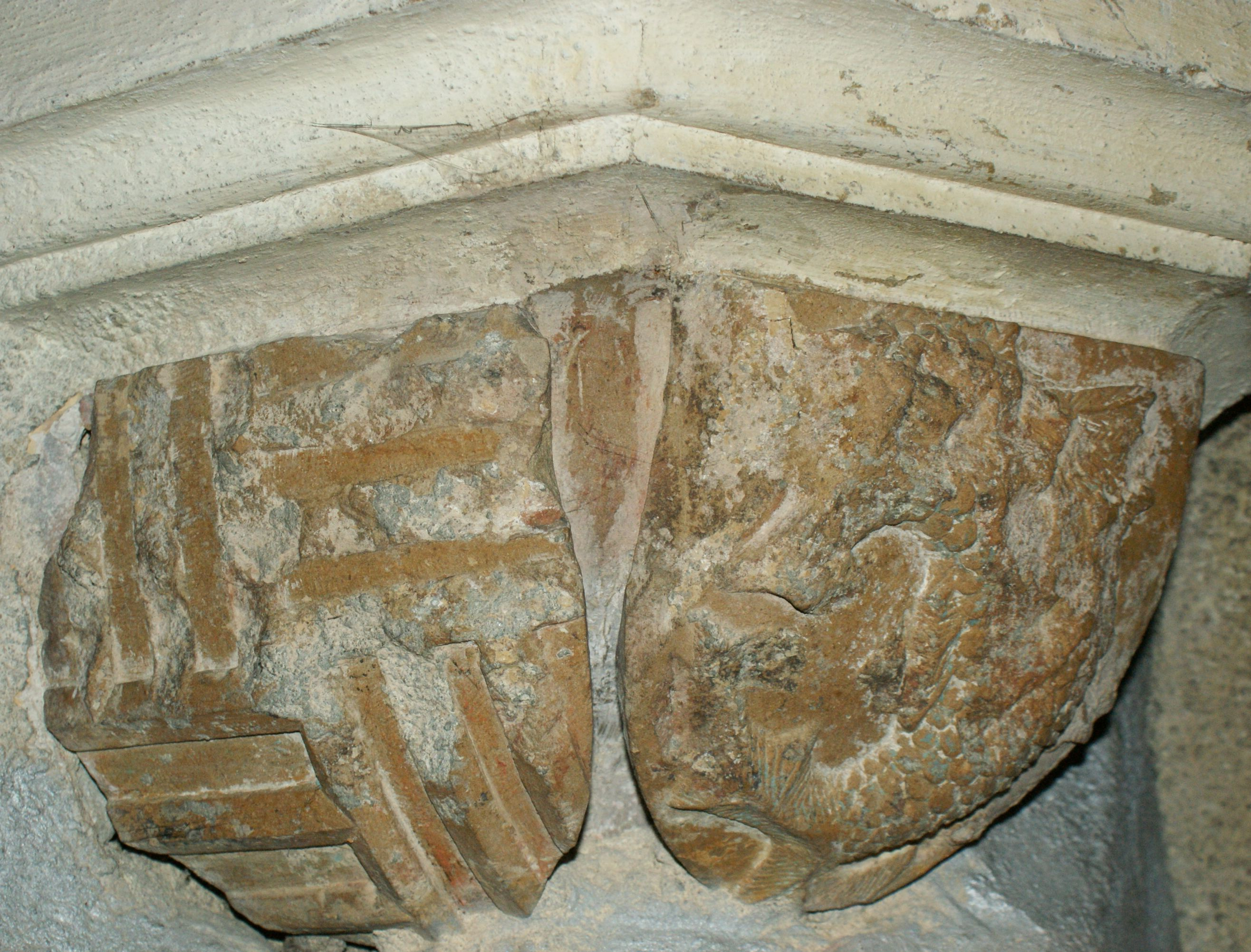
Blazonul familiei Dauphin, reprezentat pe un capitel al bisericii

Robert I Dauphin a murit la 19 octombrie 1330 și a fost înmormântat în abația canonicilor premonstratensi din Saint-André-lès-Clermont. După moartea sa, a apărut o dispută între copiii săi și Isabeau de Châtelperron, a doua sa soție, cu privire la convențiile matrimoniale. O tranzacție a fost încheiată la sfârșitul lunii iunie 1331, prin care Jaligny și Tréteau au rămas în posesia Isabeau și a fiilor săi, Hugues Dauphin și Guichard I Dauphin, în timp ce restul bunurilor au revenit fiului său cel mare, Robert II Dauphin, născut din căsătoria cu Almodie de Combronde.
Isabeau s-a recăsătorit cu Guy de Bourbon, senior de Clacy, cu care a avut trei fii: Géraud (sau Girard), Guillaume, care a fost șambelan al regelui în 1374, și Gui (Guyot). Isabeau a murit în 1355, la vârsta de 45 de ani.
Hugues Dauphin a fost ucis în bătălia de la Poitiers, în 1356. Fiind fără urmași, moștenirea Jaligny și Tréteau a fost transmisă fratelui său, Guichard I Dauphin.
Începând cu această perioadă, seniorii de Jaligny au jucat un rol activ în afacerile ducatului Bourbon și ale regatului, deținând în repetate rânduri funcții importante la curtea regală.
Din prima sa căsătorie, în jurul anului 1365, cu Isabeau de Sancerre, Guichard I a avut doi fii: Guichard II Dauphin, născut în jurul anilor 1365 sau 1371, și Louis, care nu a avut urmași și și-a sfârșit scurta viață în mănăstirea din Marseigne. După moartea Isabeau, survenită înainte de 1375, Guichard s-a recăsătorit cu Marguerite de Frôlois, văduva lui Simon de Châteauvillain și apoi a lui Jean IV de Châtillon.
În 1381, neavând copii din această a doua căsătorie și nici speranța de a avea, soții și-au făcut o donație reciprocă asupra „tuturor bunurilor lor mobile și achizițiilor”.

#### Jaligny, oraș și privilegii
În cursul anului 1367, Guichard a asediat castelul Jaligny, care era atunci ocupat de englezi, și, prin acțiuni îndelungate și dificile, i-a constrâns pe aceștia să se retragă. Operațiunile de asediu (poliorcetice) au provocat pagube severe orașului, iar Guichard a fost nevoit să refacă aproape în întregime incinta fortificată.

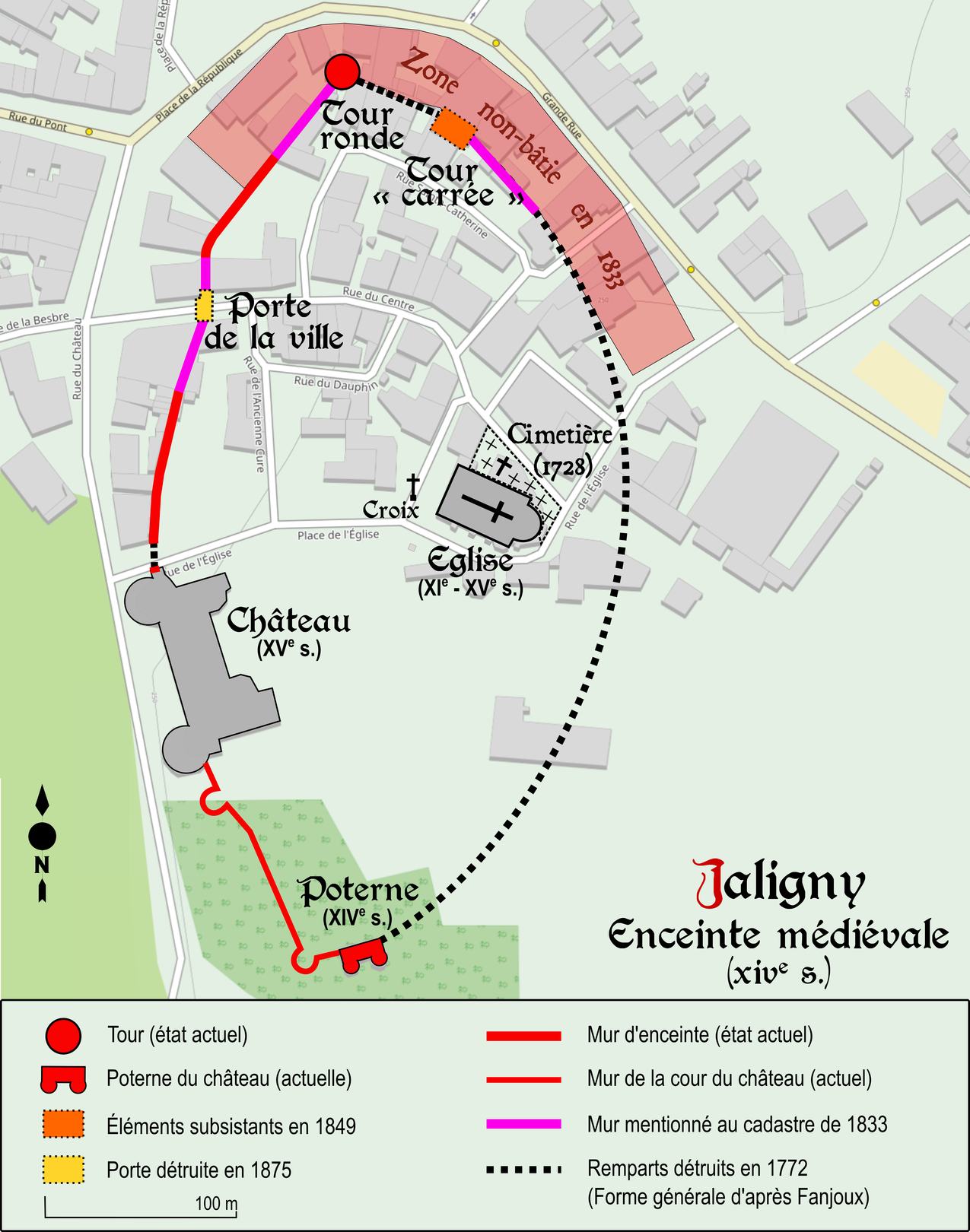
Planul incintei.

Conform elementelor încă existente la mijlocul secolului al XIX-lea, arhivistul paleograf Georges Fanjoux a reușit să descrie destul de precis configurația acestui zid de apărare, care oferea localității Jaligny calificativul de „oraș fortificat”. Partea care se întindea de-a lungul râului Besbre era construită în linie dreaptă și era apărată la extremitatea estică de un turn, în timp ce cealaltă extremitate se conecta la castel. O poartă, situată aproximativ la mijlocul acestei linii, permitea accesul în oraș printr-un arc în plin centru; aceasta era dotată cu o herse și un asomoir format din două arcaturi, de asemenea în plin centru, construite între doi contraforți și lăsând un spațiu gol între ele și zid, prin care oamenii dintr-o sală superioară puteau arunca proiectile asupra inamicului, fiind protejați. În aceeași sală se aflau și cei care manevrau herse-ul. Cealaltă parte a incintei pornea de la castel și, descriind o semicircumferință, se unea cu turnul. Această fortificație era, cel mai probabil, echipată la intervale regulate cu turnuri menite să întărească zidul.
Pe 5 mai 1400, o sentință a Requêtes du palais a stabilit un drept de burghezie între „puternicul domn, nobilul Guichard Dauphin, mare maestru al arbaletierilor Franței, baron de Jalligny” și „burghezii și locuitorii orașului și ai francizei Jalligny”. Acest titlu, bazat de asemenea pe diverse mărturii, recensăminte, documente funciare, tranzacții și hotărâri, scutea locuitorii orașului de corvoadă și de alte obligații servile. Dreptul a fost ulterior confirmat prin Coutume de Bourbonnais.
Acest drept seniorial era perceput anual, „în fiecare zi de Crăciun”, de la „toți burghezii, locuitorii și rezidenții orașului, ai suburbiilor și ai francizei orașului menționat”. Pentru cei mai bogați, consta în 6 solzi și 1 bichet de grâu, conform „măsurii de Jalligny”:
„ Acest drept și obligație trebuiau să fie impuse de judecătorul domnesc al locului, asistat de Ofițerii respectivului Domn din Jalligny. Locuitorii trebuiau să se adune și să cadă de acord asupra uneia sau a două persoane care, împreună cu judecătorul și Ofițerii menționați, să stabilească această impunere. Urmau apoi descrierea hotarelor și limitelor respectivei francize ș.a.m.d. ”— Detalii despre feudele Baroniei Jalligny din Franța, 1726. 

### Secolul al XV-lea

#### Delfinii se succed

Blazonul lui Guichard II Dauphin.

La moartea lui Guichard I, în 1403, fiul său, Guichard II Dauphin (1366-1415), care se căsătorise în jurul anului 1400 cu Éléonore de Culant, a moștenit titlurile și domeniile acestuia. Guichard II a depus omagiu lui Ludovic al II-lea de Bourbon pentru pământurile din Jaligny, Châtelperron și Tréteau. În același an, a primit de la unchiul său matern, Louis de Sancerre, care își redactase testamentul în favoarea lui, pământurile și castelania din Bommiers, precum și baronia, castelul și castelania din Luzy.
Potrivit Cronicii călugărului din Saint-Denys, constabilul de Sancerre, neavând nicio alianță sau copii legitimi, i-ar fi cerut lui Guichard II „pentru a nu vedea cum armele casei sale pier împreună cu el” să le ecartelizeze (să le combine) cu propriile sale blazoane.
Guichard II a fost o figură marcantă în istoria domniei lui Carol al VI-lea. Datorită intervenției ducelui de Bourbon, acesta a intrat în curtea regelui, care l-a angajat ca sfetnic și mareșal al curții, i-a încredințat gestionarea impozitelor din Champagne, i-a atribuit mai multe misiuni diplomatice (în 1408 și 1409), l-a numit Mare Suveran al Curții Regale (1409) și l-a trimis de mai multe ori să lupte în numele său, mai ales împotriva englezilor.
În 1412, Guichard a primit funcția de guvernator-căpitan al orașului și castelului Montreuil. Astfel, a părăsit castelul său din Bommiers și a adunat toate bunurile mobile în castelul său din Jaligny. La 6 iunie 1413, și-a întocmit personal inventarul bibliotecii. Remarcabilă pentru acea epocă, biblioteca cuprindea 83 de lucrări: 42 de cărți care proveneau inițial din castelul Bommiers și care au fost transferate la Jaligny, și 41 de volume ce reprezentau fondul propriu al Jaligny.
În 1413, Guichard a pierdut funcția de Mare Suveran al Curții Regale. Ca despăgubire, i s-a oferit guvernarea Delfinatului, pe care a preluat-o prin intermediul procuratorilor săi. Totuși, nu este sigur dacă a exercitat efectiv această funcție.

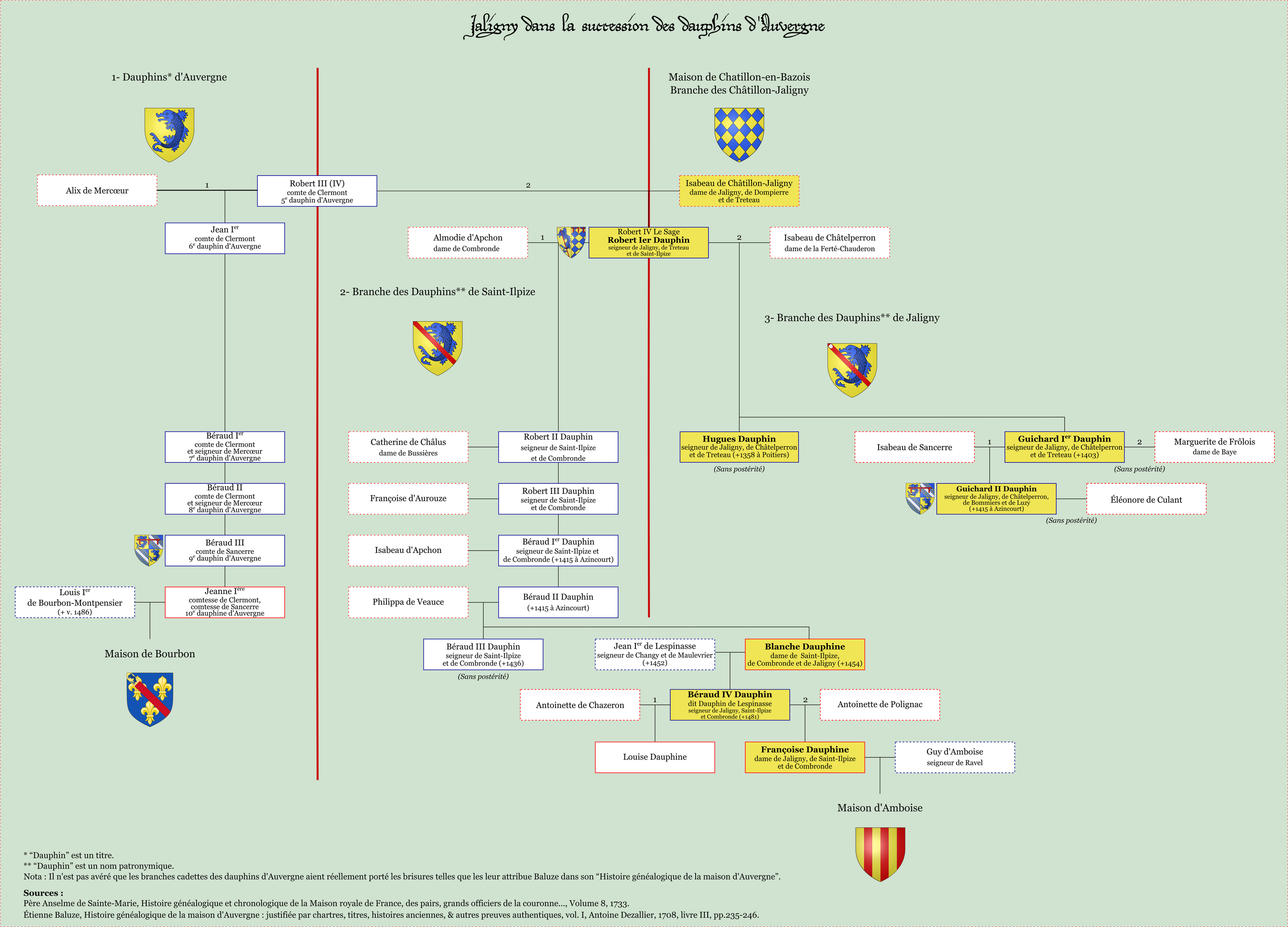
Jaligny în succesiunea Delfinilor de Auvergne.

Guichard II Dauphin a fost rănit mortal în bătălia de la Azincourt la 25 octombrie 1415, în timp ce conducea un atac de cavalerie pe flancul trupelor franceze. Tovarășii săi de arme i-au adus trupul neînsuflețit la Jaligny, unde a fost înhumat la Prieuré du Saint-Sépulcre.
Deoarece Guichard II nu avea urmași din căsătoria sa cu Éléonore de Culan, își redactase testamentul în favoarea verișorilor săi de gradul al doilea, Béraud I Dauphin, senior de Combronde și Saint-Ilpise, și Robert (IV). Cu toate acestea, ambii au fost de asemenea uciși în bătălia de la Azincourt.

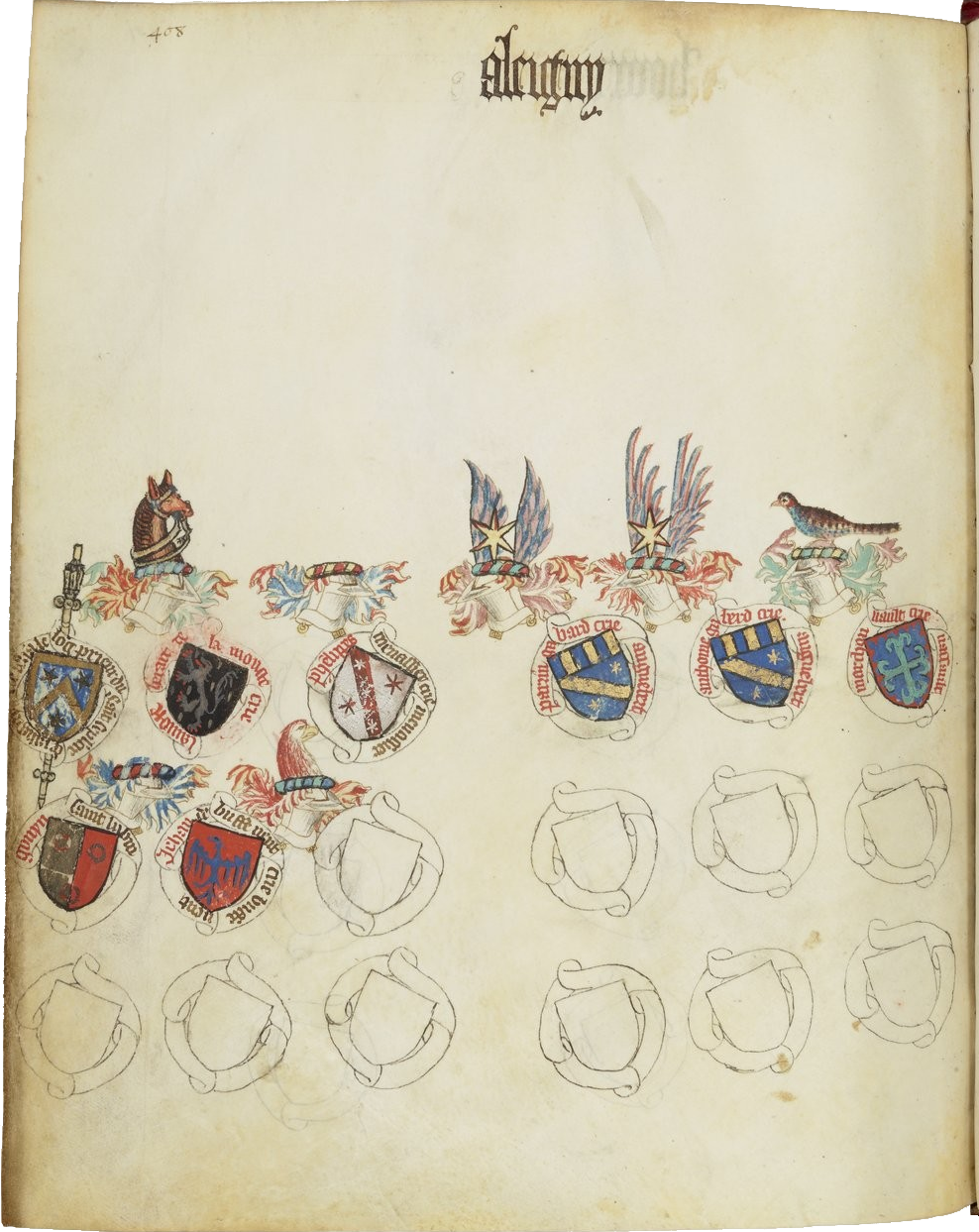
Feuda Jaligny în Armorialul Revel (c. 1450).

După un lung proces între moștenitorii săi prezumtivi, atât din partea tatălui, cât și a mamei, Jaligny a revenit, în cele din urmă, strănepoatei sale, Blanche Dauphine (1410-1454). Aceasta era nepoata lui Béraud I Dauphin, fiica mai mică a lui Béraud II Dauphin – care a fost, la rândul său, ucis la Azincourt – și a Philippei de Veauce, doamna de Châtelard.
La moartea Blanchei Dauphine, în 1454, Jaligny, împreună cu Combronde și Saint-Ilpize, au trecut în posesia fiului său, Béraud IV Dauphin, cunoscut ca Dauphin de Lespinasse, consilier și chambelan al regelui Ludovic al XI-lea. Testamentul său, datat din 1481, menționează că a transmis aceste domenii fiicei sale, Françoise Dauphine de L'Espinasse, doamna de Combronde, Saint-Ilpize, Jaligny și Treteau.
În cele din urmă, feuda Jaligny a revenit casei Amboise prin căsătoria, la 18 noiembrie 1481, a Françoisei Dauphine de L'Espinasse (1462–c.1511), delfină de Jaligny, cu Guy (sau Guyon) d'Amboise (1475–înainte de 11 ianuarie 1508), senior de Ravel, căpitan al primei companii a gentilomilor obișnuiți din Casa Regelui. Acesta era fiul mai mic al lui Charles I d'Amboise-Chaumont și nepotul unor prelați mecenați renumiți, printre care Louis și Georges d'Amboise.

### Jaligny în secolul al XV-lea
Din Armorialul lui Guillaume Revel, cunoaștem numele personajelor care dețineau proprietăți pe feuda Jaligny la mijlocul secolului al XV-lea: Jehan Le Long, prior al Saint-Sépulcre; Hérard de la Mote, scutier; Philippe Menassier, scutier; Pierre Gabart, scutier; Antoine Gabart, tânăr nobil, fratele celui precedent; Marchon Vault; Hugues de Saint-Lubin, zis Salyz, scutier; și Jehan de Buffevent, scutier.
În 1480, Béraud IV Dauphin a început reconstrucția castelului pe locul vechii fortărețe, care data, la fel ca zidurile orașului, din perioada războiului împotriva englezilor, în secolul al XIV-lea. Din fortăreața originală s-a păstrat doar poterna (poarta mică de acces).
La sfârșitul secolului al XV-lea și în primele decenii ale secolului următor, mai multe hrisovuri au autorizat organizarea de târguri anuale la Jaligny. Acestea au fost acordate inițial de Ludovic al XI-lea, în 1480 și în octombrie 1481, la cererea lui Béraud IV Dauphin, permițând organizarea a patru târguri pe an. Ulterior, alte hrisovuri au fost emise de Ludovic al XII-lea, la cererea lui Guy d'Amboise, care era atunci consilier și chambellan al regelui, între 1499 și 1501, pentru târguri la Jaligny, Treteau și Saint-Voir, iar în 1501, din nou la Jaligny.

### Secolul al XVI-lea

#### De la casa Amboise la Chabannes

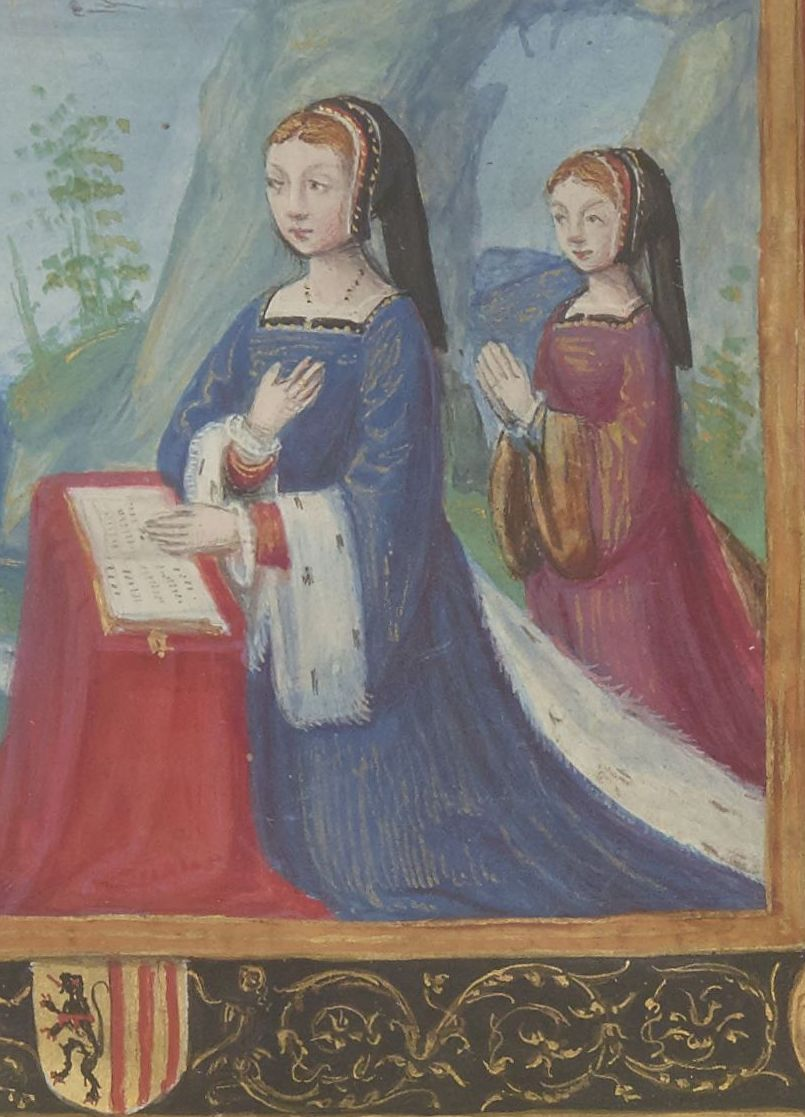
Antoinette d'Amboise (în spate).

În 1503, Guy d'Amboise a adus omagiu ducesei de Bourbon pentru soția sa, domnișoara Françoise Daulphine, „pentru castelul său, casa și orașul Jaligny, împreună cu dijmele, impozitele, pădurile, taxele, cuptorul, taxele de vamă, pajiștile, vizuinile de vânătoare, iazurile, având toată justiția, înaltă, medie și joasă, păstrarea sigiliilor și atribuțiile de judecată în domeniul și jurisdicția din Jaligny, împreună cu micul sat Charnay, unde există trei iazuri.” Totul era evaluat la o valoare anuală de 300 de livre. Din această perioadă datează marile transformări ale castelului, unde, pe coloana centrală a scării din turnul sud-estic, sunt încă înscrise numele soților: „Guion Damoese” (d'Amboise) și „Françoise Vadhine” (Dauphine).
Fiica lor, Antoinette d'Amboise (1495 - 2 iulie 1552), doamnă de Chaumont și moștenitoare a casei Chaumont d'Amboise, s-a căsătorit pentru a treia oară, la 23 octombrie 1518, cu Antoine de La Rochefoucauld-Barbezieux, guvernator al Île-de-France (1471-1537).
În 1545, Jaligny a trecut în posesia familiei de Chabannes, prin căsătoria Catherinei de La Rochefoucauld, fiica lui Antoine și Antoinette, cu Charles de Chabannes, senior de La Palice. Catherine a avut mai multe fiice din această căsătorie, dintre care cea mai mare, Éléonore (sau Aliénor) de Chabannes, doamnă de Jaligny, s-a căsătorit succesiv cu Just III de Tournon, apoi, la 5 ianuarie 1570, cu Philibert de La Guiche, cu care nu a avut descendenți. Probabil în acești ani, cardinalul de Tournon, abate commendatar al mănăstirii La Chaise-Dieu, „cumpărător de la Charles de La Rochefoucauld” – fratele Catherinei? –, a adus omagiu Camerei Franței pentru „pământurile și domeniile din Jaligny și Tresteaulx”.

#### Parohia în secolul al XVI-lea
La 12 august 1520, Antoine de La Rochefoucauld, în calitate de patron și prezentator al spitalului „Hôtel-Dieu” din Jaligny, l-a prezentat pe Claude Ministrat, „cleric potrivit”, lui Antoine de Chabannes, episcop de Le Puy și prior commendatar al prioratului Sfântului Mormânt din Jaligny, pentru a ocupa funcția de rector, rămasă vacantă „din cauza morții și dispariției” regretatului domn Claude Matherat.
Pe lângă școli și Hôtel-Dieu, în parohie exista, la fel ca în aproximativ un sfert din parohiile episcopiei Clermont, o comunitate de preoți-fini, numiți în Jaligny „copii-preoți”, deoarece, fiind născuți în parohie, acești preoți erau într-un fel „copiii” ei.
Existența lor ne este cunoscută prin testamentul lui Gilbert Tatevin, rectorul Hôtel-Dieu din Jaligny, care, la data de 10 august 1514, dona diverse obiecte „capelanilor botezați copii din Jaligny”, cu condiția ca aceștia să celebreze „trei liturghii solemne pe săptămână”. Principala lor funcție era celebrarea liturghiilor pentru sufletele răposaților din parohie, conform testamentelor sau donațiilor, dar contribuiau și la o mai mare solemnitate a cultului, prin liturghii cântate cu diacon și subdiacon, „procesiuni și mai ales psalmodierea comună – sau chiar cântarea – întregului sau unei părți a oficiului canonic”.
Aceste societăți de preoți reprezentau, de asemenea, „un mecanism esențial” al economiei și societății sătești, deoarece acești clerici locuiau în familiile lor, participând astfel la viața agricolă și gestionarea bunurilor familiale. În plus, administrând fundațiile religioase, deseori îndeplineau și rolul de creditori.
Comunitatea din Jaligny pare să se fi stins la mijlocul secolului al XVII-lea: deși nu era menționată în procesul-verbal al vizitei pastorale a episcopului de Clermont din 1636, domnul Ministrat, născut la Jaligny și paroh de Trézelles, lăsa, prin testamentul său din 12 aprilie 1660, suma de trei sute de livre „copiilor-preoți fini ai bisericii din Jaligny”. Totuși, în timpul vizitei pastorale din 1666, parohul va declara că „nu mai există nicio comunitate sau alt preot în afară de paroh”.
Descrierea generală a Bourbonnais în 1569, realizată de Nicolas de Nicolaÿ, înregistra 78 de focuri (aproximativ 460 de locuitori) în parohia Jaligny, „atât în oraș și în zona de privilegii” – adică în interiorul incintei fortificate – „cât și în afara zonei privilegiate”.
Pentru comparație:
Parohiile care cuprindeau orașul Moulins și suburbiile sale (Yzeure și Saint-Bonnet-et-Saint-Jean) numărau atunci 349 de focuri (aproximativ 2.000 de locuitori).
Orașul Vichy avea 194 de focuri (aproximativ 1.100 de locuitori).
Orașul și suburbiile Montluçon numărau 464 de focuri (aproximativ 2.700 de locuitori).

#### Un sejur regal
În 1541, în timpul celui de-al 9-lea sejur în Bourbonnais, Francisc I și-a împărțit timpul între Moulins și diversele castele din regiune. Astfel, a locuit între 29 august și 1 septembrie la Jaligny, unde a emis o ordonanță regală privind reglementarea gabelle-i în Bretania, a acordat scrisori de cavalerie lui Philippe de La Grenerie, căpitan al gărzilor ducelui de Orléans, precum și mai multe scrisori patente și permisiuni de importanță inegală, înainte de a reveni la Fontainebleau prin Lyon și Burgundia.

### Secolul al XVII-lea

#### Casa de La Guiche

Casa de La Guiche.

Éléonore de La Guiche, doamnă de Jaligny, a murit la 24 septembrie 1595, lăsând ca unică moștenitoare pe fiica sa, Anne de Tournon (c. 1570-1614), care fusese căsătorită, în același an, cu un nepot al tatălui său vitreg, Jean-François de La Guiche (1570-1632), stăpân al domeniului Saint-Géran și conte de La Palice. Acesta a primit funcția de mareșal de tabără în timpul asediului de la Amiens, în 1597. Din această uniune s-au născut cinci copii, dintre care un fiu, Claude-Maximilien. Anne a murit în 1614, iar mareșalul de Saint-Géran s-a recăsătorit, în 1619, cu Suzanne Aux Épaules, doamnă de Sainte-Marie-du-Mont, cu care a avut două fiice. În același an, a fost numit guvernator, seneșal și locotenent-general al Bourbonnais, precum și guvernator al orașelor Moulins și Chantelle.
La 24 august, Ludovic al XIII-lea l-a ridicat la demnitatea de mareșal al Franței și, la 31 decembrie, l-a făcut cavaler al Ordinului Sfântului Duh. El a condus armatele regelui în timpul asediilor de la Clérac, Montauban, Saint-Antonin și Montpellier, în anii 1621 și 1622. A murit în castelul său din La Palice, în Bourbonnais, la 2 decembrie 1632, și a fost înmormântat în parohia Saint-Géran.

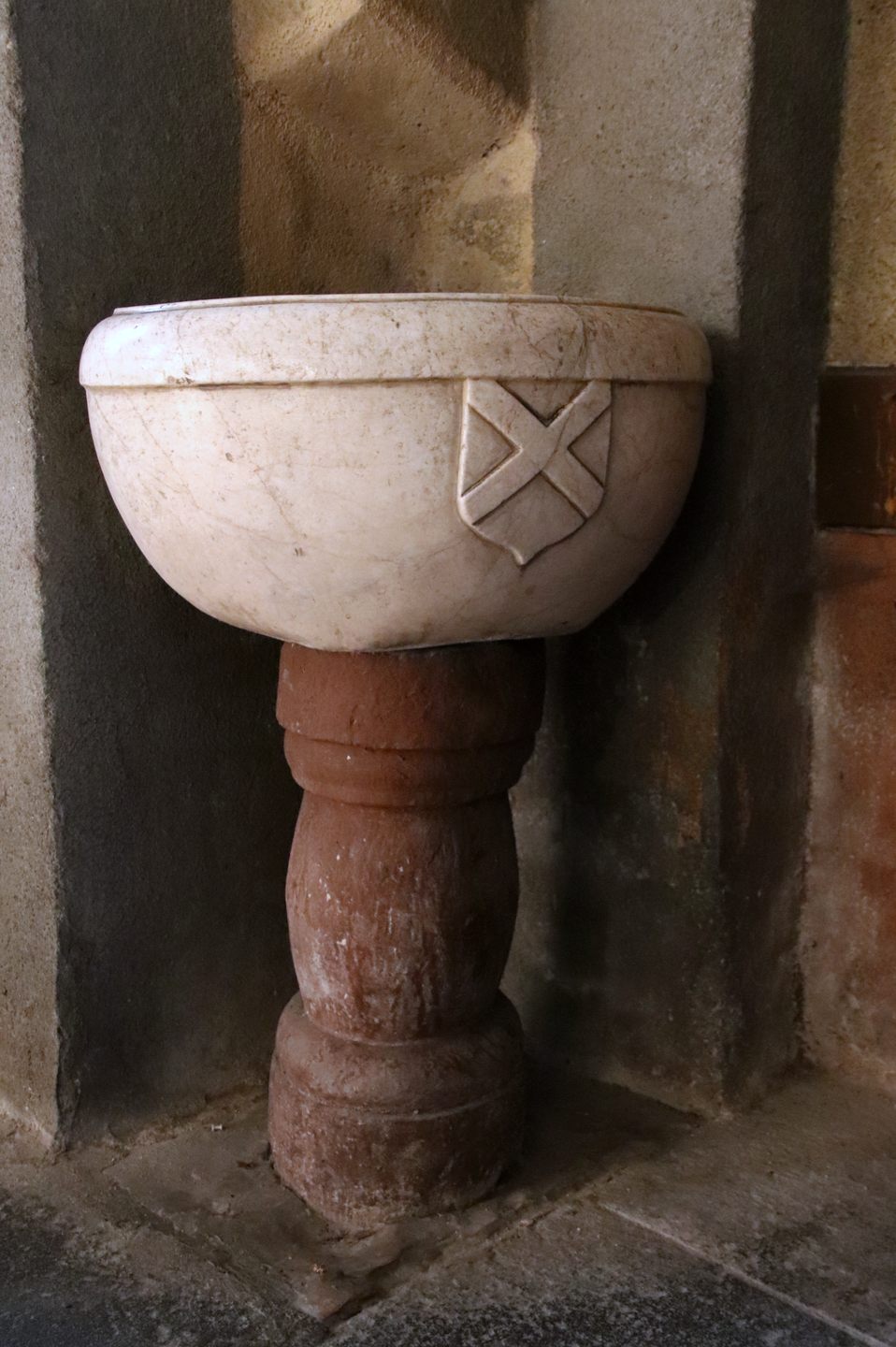
Cristelnița bisericii cu blazonul familiei La Guiche.

Claude-Maximilien de La Guiche, născut în 1603, a moștenit titlurile și posesiunile tatălui său, precum și o parte din cele ale mamei sale, iar de atunci Jaligny a avut aceiași stăpâni ca și Lapalisse. Numit, din curtoazie, contele de Saint-Géran, Claude-Maximilien, maestru de camp al regimentului de cavalerie Saint-Géran, guvernator (6 mai 1633), seneșal și mareșal al Bourbonnais, a trebuit să înfrunte revolta fiscală a locuitorilor din Moulins din iunie 1640, pe care a înăbușit-o spânzurându-l pe liderul răscoalei, Rivet, în curtea castelului din Moulins, la 25 august.
Căsătorit în februarie 1619 cu Susanne de Longaulnay, născută în jurul anului 1605 dintr-o primă căsătorie a mamei sale vitrege, Suzanne Aux Espaules, cu Jean de Longaunay, Claude-Maximilien a avut un fiu, Bernard, născut la 15 august 1641. Povestea incredibilă a răpirii acestui copil la naștere și a revenirii sale la castelul Saint-Géran șase ani mai târziu, sub identitatea lui Henri Baulieu, nepotul administratorului domeniului, a fost relatată de Alexandre Dumas în romanul său istoric Contesa de Saint-Géran. A urmat un proces răsunător, plin de răsturnări de situație, care a durat douăzeci de ani, ținând în suspans curtea lui Ludovic al XIV-lea și captivând întreaga Franță. Identitatea tânărului Bernard a fost în cele din urmă recunoscută prin două hotărâri ale parlamentului de la Paris, la 19 iulie 1663 și 5 iunie 1666.
Între timp, Claude-Maximilien, ultimul dintre guvernatorii Bourbonnais cu un rol militar efectiv, a murit la castelul din Moulins, la 31 ianuarie 1659. Organele sale interne au fost depuse la mănăstirea Minimiților din Moulins, iar inima sa la capela spitalului; sicriul său a rămas șase luni în biserica din Saint-Géran, înainte de a fi îngropat în capela castelului La Palice.

#### Cesiunile domeniului
În 1679, familia de La Guiche a fost nevoită să renunțe la aproape toate proprietățile sale, cu excepția feudei de la Lapalisse, iar Bernard a vândut domeniul Jaligny – împreună cu cele din Treteau și Châtelperron – unuia dintre creditorii săi, Jean-Baptiste Larchier, consilier la Curtea de Ajutor din Paris, care a achiziționat aceste proprietăți în 1682. Acesta din urmă le-a revândut, la 31 martie 1685, Mariei-Gabrielle de Marmande, văduva lui Charles Guillaud, stăpân al domeniului La Motte, situat la Thiel. Familia Guillaud, care ocupa un loc important în rândul nobilimii din Bourbonnais, era stăpână pe acest domeniu încă de la sfârșitul secolului al XVI-lea. Bernard de La Guiche a murit la Paris, la 18 martie 1696, la vârsta de 54 de ani.

#### Societatea din Jaligny în secolul al XVII-lea

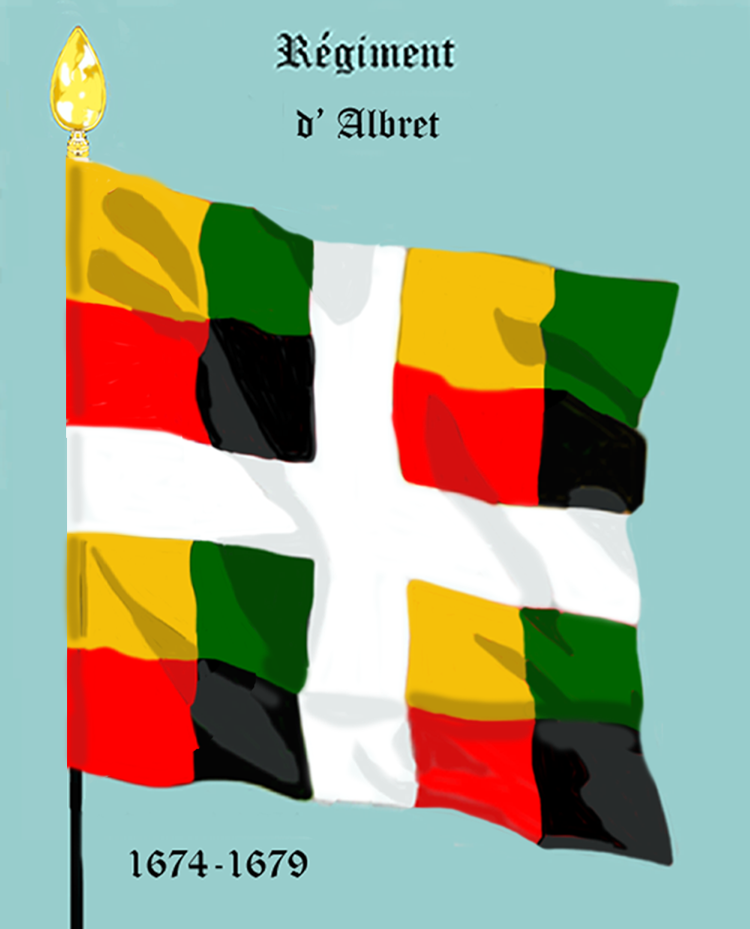
Drapel de ordonanță al regimentului d'Albret din 1674 până în 1678.

În secolul al XVII-lea, Franța a cunoscut o „revoluție pedagogică” care a dus la apariția școlilor pentru cei mai săraci și la creșterea nivelului de alfabetizare a populației. Educația copiilor, despre care se știe că era oferită la Jaligny încă din secolul al XIII-lea de un rector scholarum, a devenit, în a doua jumătate a secolului al XVII-lea, o preocupare a episcopului de Clermont. Acesta adresa întrebări preoților din dieceza sa în timpul vizitelor pastorale, precum: „Se cercetează dacă există în parohia respectivă Maeștri de Școală și femei care instruiesc fetele, precum și numele, locul de origine și vârsta acestora.”
În 1666 și în 1673, s-a răspuns că există „un maestru de școală care îi învață pe băieții mici și soția sa, care le instruiește pe fetițe.” În 1679, nu mai exista nici maestru, nici maestră. Pe 8 iunie 1693, „Domnul Pierre Dufour, rector al școlilor din Jaligny,” este menționat ca naș într-un act de botez, iar în 1698 era prezent doar un maestru „care nu este stabil.” Ulterior, procesele-verbale ale vizitelor episcopale, până în 1745, au consemnat absența unui învățător.
De altfel, cel puțin înainte de 1664, spitalul de binefacere (hôtel-Dieu) exista încă, Jacques du Feytré, parohul din Jaligny, fiind menționat ca rector. În plus, prezența în parohie a uneia sau a două moașe „suficient de instruite” (se subînțelege: în privința formei botezului și a modului de administrare a acestuia în caz de necesitate) este documentată în procesele-verbale ale vizitelor episcopale până în 1702.
În aprilie 1677, două acte întocmite de François Chartier, avocat la parlament și judecător de Jaligny, la cererea parohului Jean Burelle, au consemnat numeroasele degradări comise de două escadroane de cavalerie din regimentul Chambert și de către ajutorul maiorului împreună cu mai mulți cavaleri din regimentul d'Albret.
În 1686, procesul-verbal al generalității din Moulins, precizând că doamna de la Motte-Guillaud deținea domeniul și drepturile de justiție, consemna în Jaligny organizarea unei târguri și existența unui „pod de lemn peste râul Bèbre, într-o stare foarte proastă, care ar fi necesar să fie reconstruit din piatră pentru trecerea trupelor și pentru utilitatea publică.” Jaligny (orașul) număra atunci 35 de focuri (aproximativ 175-210 locuitori), iar Jaligny (parohia), împreună cu domeniul Escures, 16 focuri (aproximativ 80-96 locuitori).

### Secolul al XVIII-lea

#### Declinul domeniului feudal

Familia Guillaud de La Motte.

La moartea Gabriellei de La Motte, domeniul Châtelperron a revenit fiicei sale, Marie-Cilénie, soția lui François de Charry des Gouttes, în timp ce Jaligny și Treteau, împreună cu Boucé și Sorbier, au format patrimoniul fiului său, Clément-Éléonor Guillaud de La Motte, colonel al regimentului de La Mothe (1695-1590), brigadier al armatelor regelui și guvernator al orașului Moulins-en-Bourbonnais. Foarte apreciat, așa cum fusese înaintea lui și tatăl său, de către prinții de Condé, în 1700 i s-a încredințat, „în considerarea serviciilor sale și ale fratelui său,” funcția de locotenent al Regelui în Bourbonnais pentru întreg ținutul dintre Loara și Allier, cu reședința în castelul din Moulins.
Din căsătoria lui Clément-Éléonor cu Françoise de Quatrebarbes de la Rongère, doamna din Saint-Denis-du-Maine, în martie 1704, s-au născut trei fii: Henri-Éléonor, Charles (1702-?) și Henri-Augustin (1707-1762). Rămasă văduvă în 1718, Françoise de Quatrebarbes a moștenit proprietățile soțului său. A murit la castelul din Moulins, unde, în calitate de văduvă a fostului locotenent al Regelui în Bourbonnais, și-a păstrat dreptul de reședință. A fost înmormântată în biserica Saint-Pierre des Ménestraux (Moulins) pe 8 noiembrie 1731.
Henri-Éléonor a moștenit Jaligny și La Motte-en-Bourbonnais, Charles a primit Boucé, iar Henri-Augustin a primit moșia Coudray împreună cu moșia din Saint-Denis-du-Maine în integralitatea lor. Acesta din urmă s-a căsătorit, pe 4 mai 1742, cu Marie-Charlotte-Geneviève du Boisjourdan. Cei doi soți au avut cinci copii:
- Marie-Séraphine, născută în mai 1743 la Le Mans;
- un fiu, născut și botezat în pripă la Jaligny pe 25 octombrie 1744[109];
- Gabriel-Hiérosme-Augustin, născut pe 17 noiembrie 1745 la Coudray, decedat înainte de 1748;
- Louise-Henriette-Gabrielle, născută la Jaligny pe 6 octombrie 1747[109];
- Louis-Alexandre, probabil născut la Jaligny și decedat la Paris pe 24 martie 1754[98].

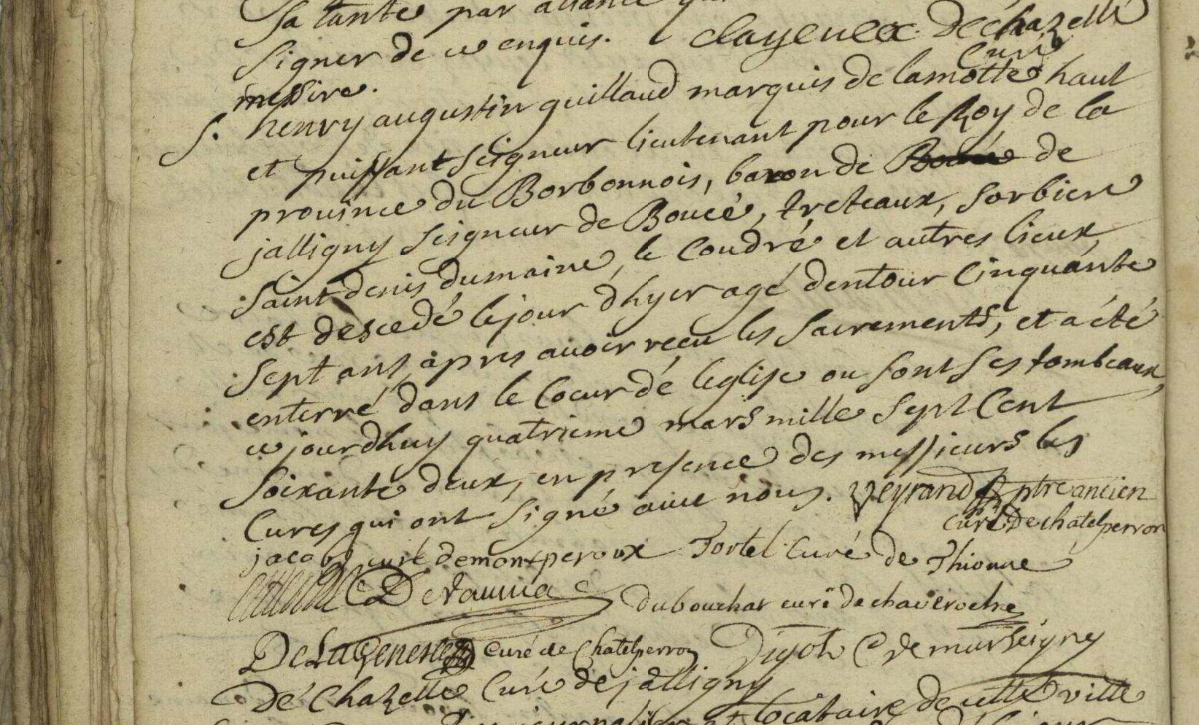
Act de deces al lui Henri-Augustin de La Motte.

Henri-Éléonor, fără descendenți, a murit la Paris, în Hôtel de Châteauvieux, în mai 1744. Astfel, Henri-Augustin a devenit cel mai în vârstă membru al familiei sale și i-a succedat fratelui său în posesiuni și funcțiile din Bourbonnais. Până atunci purtând titlul de conte de Saint-Denis-du-Maine, de Coudray și alte locuri, a fost de acum numit „înalt și puternic senior Henry-Augustin Guillaud, conte de La Motte, marchiz de Jaligny, baron de Boucé, senior de Tréteau, Sorbier, le Garry, Servet, le Pinzet, le Coudray și Saint-Denis-du-Maine, locotenent al Regelui în provincia Bourbonnais, căpitan al castelului din Moulins.”
A locuit o perioadă la reședința sa din Coudray, înainte de a se muta la castelul din Jaligny, probabil înainte de sfârșitul anului 1746. Soția sa a murit în timpul unui sejur la tatăl ei, la castelul Bois-Jourdan, unde a fost înmormântată în capelă pe 13 ianuarie 1748. Pentru a avea moștenitori care să ducă mai departe numele familiei, Henri-Augustin s-a recăsătorit pe 10 iunie 1758, în fața notarilor de la Châtelet din Paris, cu Marie-Madeleine Texier d’Hautefeuille, verișoara unui renumit prelat și diplomat al vremii, Louis de Vauréal, episcop de Rennes. Acesta din urmă a intervenit ca donator în contractul de căsătorie și și-a oferit Hôtel-ul din rue de Grenelle drept loc de întâlnire pentru membrii celor două familii, reuniți pentru a semna documentele.
Cu toate acestea, fără a lăsa copii din această uniune, Henri-Augustin a murit la castelul său din Jaligny pe 3 martie 1762, „în vârstă de aproximativ cincizeci și șapte de ani, după ce a primit sacramentele” și a fost înmormântat a doua zi „în corul bisericii unde se află mormintele familiei sale.”

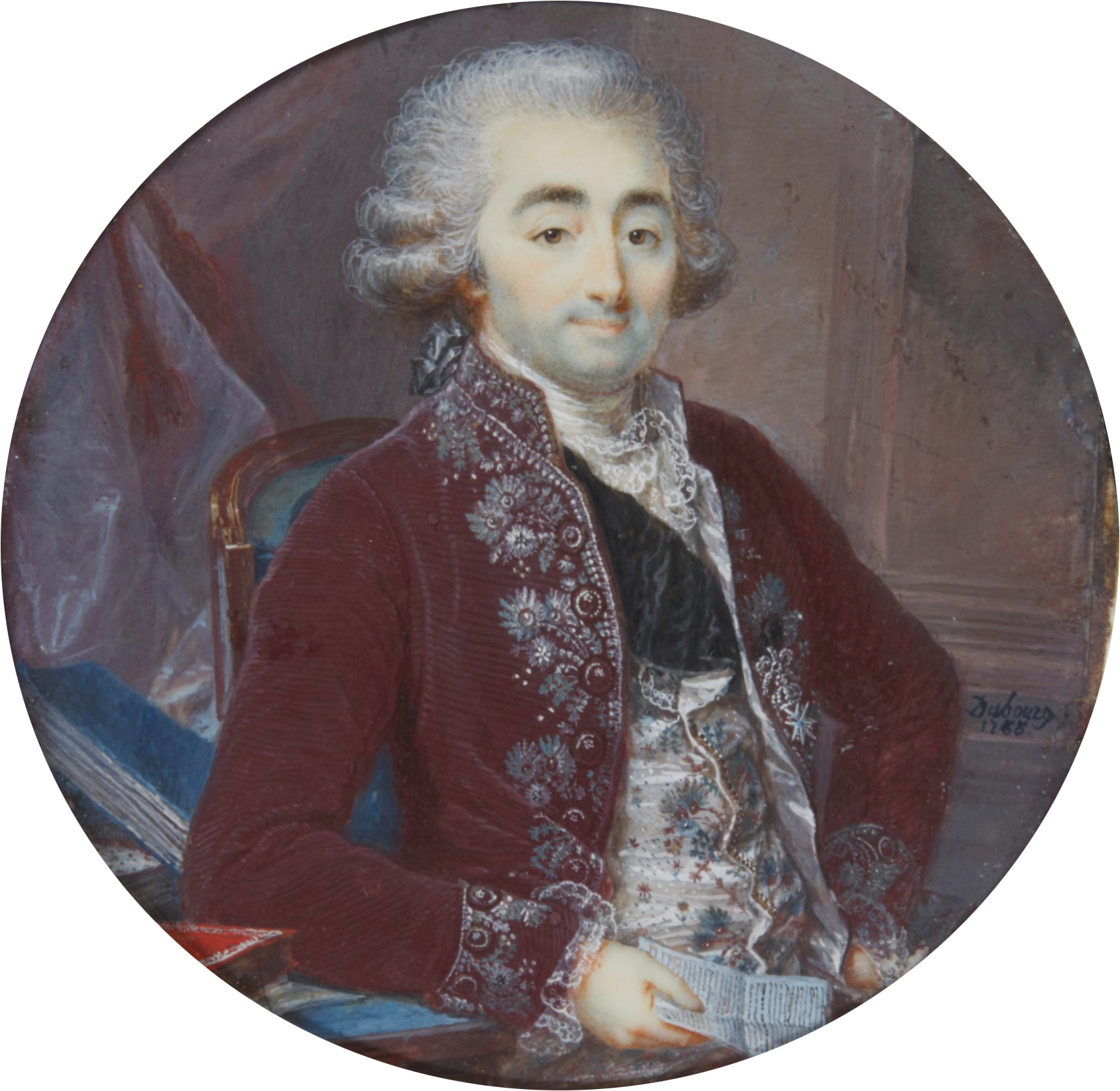
Paulin de Barral.

Blazonul familiei de Barral.

Marie-Séraphine și Henriette-Gabrielle au rămas singure să-și împartă moștenirea bogată. Prima avea atunci optsprezece ani și jumătate, iar cea de-a doua aproximativ paisprezece ani și jumătate. Ele au fost emancipate încă din 27 februarie, cu câteva zile înainte de moartea tatălui lor, prin scrisori obținute de la cancelaria Palatului din Paris, avându-l ca tutore pe „Domnul Pierre Charles de Bonnaire, cavaler, senior de Marcé, Forges și alte domenii, consilier al Regelui în marele său consiliu”, în casa căruia locuiau.
După inventarierea bunurilor tatălui lor, acestea au fost împărțite printr-un act semnat la 8 septembrie 1763: Marie-Séraphine, fiind cea mai mare, a păstrat Jaligny, descris astfel: „Moșia și senioria Jaligny, cu drepturi de înaltă, mijlocie și joasă jurisdicție pe întinderea orașului și parohiei Jaligny, precum și asupra a trei parohii învecinate, cu un castel foarte întins și în stare bună, curte, bazin, fântâni arteziene, grădină în care se află două canale și un bazin, o lucrare de apă aparținând castelului” etc., precum și toate celelalte terenuri din Bourbonnais. Ea a renunțat, în favoarea surorii sale mai mici, la casa din Paris, situată pe rue du Foin, unde locuia tatăl lor în timpul șederilor sale în capitală, precum și la cele două moșii din Maine, Coudray și Boisjourdan.
La 15 februarie 1764, Marie-Séraphine s-a căsătorit cu Pierre-François-Paulin, conte de Barral, senior de Allevard în Dauphiné, descendent al unei vechi familii de maeștri fierari, cavaler al Ordinului de Malta și colonel de dragoni, căruia i-a adus ca dotă moșiile Jaligny și Treteau. Acesta fusese admis în Ordinul Sfântului Ioan de Ierusalim pe 17 decembrie 1747, fiind primit de minoritate, dar a trebuit să fie eliberat de jurămintele sale pentru a se putea căsători.
După publicarea romanului Legături primejdioase în 1782, Marie-Séraphine a obținut separarea de corp și de bunuri din cauza „desfrânării” soțului ei. Paulin, cunoscut libertin, ar fi servit, printre alții, drept model pentru personajul vicontele Valmont, creat de ruda sa, Choderlos de Laclos.

#### Târguri și piețe în 1726
Pe lângă piața săptămânală care avea loc în fiecare sâmbătă, trei târguri anuale se organizau pe o piață situată între absida bisericii și zidul de incintă al orașului: pe 28 iulie, a doua zi după sărbătoarea Sfântului Cristofor; pe 16 august, a doua zi după Adormirea Maicii Domnului; și pe 22 decembrie, a doua zi după sărbătoarea Sfântului Toma. În aceste zile, Doamna Françoise de Quatrebarbes de la Rongère colecta dreptul de leyde „în oraș, suburbii și zona privilegiată.”
„Aveu et dénombrement de la baronnie de Jalligny” detalia lista numeroaselor meserii reprezentate și prețul locului pentru acestea în 1726:
„ Fiecare postăvar pentru banca sa în hala sau piață datorează zece soli, adică cinci soli de Sfântul Cristofor și zece soli de Sfântul Toma. De asemenea, negustorul de piper datorează șase soli în două termene. Burelierii (confecționarii de hamuri) datorează cinci soli pe an, în două termene, la fel ca mai sus... ”
Urma lista completă: erau măcelari, cizmari, negustori de sare (sauniers), negustori de mărunțișuri (merciers), vânzători de pâine (panetiers), vânzători de unelte din fier (ferriers), vânzători de heringi, groliers (vânzători de saboți și galoche), lăcătuși, vânzători de grâu sau ovăz, de fructe și de piele. Se găseau și laniers, care vindeau lână, un vânzător de butoaie, de lopeți, de lumânări, de usturoi și ceapă, un negustor de coșuri, mari și mici, și un vânzător de funii.
De asemenea, se făcea comerț cu animale: cai, măgari, catâri, boi, vaci.

#### Amenajările parohiale din secolul al XVIII-lea
La începutul secolului al XVIII-lea, o capelă intitulată Saint-Jean și Sainte-Agnès era alipită bisericii Saint-Hippolyte. Se putea accesa printr-un arc săpat în mijlocul navei laterale sudice a bisericii. Starea precară a edificiului fusese deja constatată în 1666, dar, în ciuda somațiilor episcopale regulate, bolta capelei s-a prăbușit în 1698. În urma vizitei pastorale din 1702, statuile Sfântului Ioan Botezătorul și Sfintei Agnès, care decorau capela, au fost mutate în biserică.
- Statuia Sfântului Ioan Botezătorul se găsește și astăzi în biserică.
- Statuia Sfintei Agnès[116], al cărei chip ar fi fost inspirat de cel al Suzannei de Bourbon[117], a împodobit ulterior mormântul familiei de Barral din vechiul cimitir comunal până în 1912[118], când a fost mutată la castel.

În urma inspecției din 1725, episcopul a ordonat demolarea capelei și zidirea arcului „pe cheltuiala luminaire-ului” (bugetul destinat uleiului pentru lampa sanctuarului și lumânărilor folosite în timpul riturilor liturgice). Procesul-verbal al vizitei enumera șapte altare în biserică, inclusiv altarul principal, și menționa titularii a patru dintre ele:
- Sfântul Rozariu și Sfântul Scapular, ale căror confrerii existau încă acum patru ani;
- Sfânta Ecaterina și Sfântul Anton, „lângă marea poartă, unde este periculos să se celebreze Sfânta Liturghie”.

Episcopul a dispus demolarea ultimelor două altare „din cauza proximității față de poarta menționată”.
Primele mențiuni despre un cimitir parohial: „înmormântat în cimitir (cemitière)” au fost înregistrate în registrele parohiale din 1694, an în care, din cauza numărului mare de decese, probabil provocate de epidemii precum tifosul, în urma marii foamete din 1693-1694, a fost necesar să se improvizeze locuri de înmormântare în jurul bisericii: „în spatele bisericii”, „în jurul crucii misiunii” sau „spre cimitir (cemetière)”. De asemenea, se menționează, la 15 august 1697, înhumarea în cimitir a unei femei numite Marguerite Tallon.
Până atunci, cu rare excepții (în capela Saint-Jean alăturată sau în corul bisericii pentru o persoană de rang înalt), toți morții erau înmormântați în biserică. Totuși, de câteva decenii – cel puțin din 1672 – existau ordine de a stabili, în termen de șase luni, un cimitir „împrejmuit cu ziduri, garduri vii, palisade sau șanțuri, astfel încât animalele să nu poată intra acolo”. Însă, cu excepția înhumărilor din 1694 și a celei din 1697, un astfel de cimitir nu exista încă în primul semestru al anului 1698, deoarece, pe 29 iunie, episcopul de Clermont a ordonat să fie „cumpărat un teren pentru a construi unul, unde să fie înmormântate persoanele care nu au drept de înhumare în biserică, și aceasta în termen de un an și pe cheltuiala locuitorilor”.
Aceeași situație a fost constatată în 1702, iar dacă, în 1725, se mai făceau înhumări în exteriorul bisericii, acestea nu aveau loc într-un cimitir împrejmuit. Episcopul a ordonat din nou „să se construiască un cimitir în mijlocul căruia să fie așezată o cruce” și a permis preotului să-l sfințească. În 1728, cimitirul a fost în cele din urmă amenajat pe locul actualei sacristii, iar, în timpul vizitei sale din 1734, episcopul l-a găsit în stare bună. Totuși, succesorul său avea să noteze că necropola nu avea o cruce.
Înmormântările în naosul bisericii au continuat însă până în octombrie 1775.
La 3 noiembrie 1768, preotul Foulhoux, licențiat în teologie, a sfințit două clopote noi, fiecare cântărind „o mie două sute treizeci și patru de livre”.
În 1772, „pe cheltuiala regelui”, s-a construit drumul de la locul numit „Le grand domaine” până la Marseigne. În acea perioadă, din cauza rarității și, implicit, a prețului ridicat al grâului, sărăcia era „aproape generală printre oamenii de rând”, după cum scria preotul din Marseigne, domnul Digot. Pentru a veni în sprijinul celor mai nevoiași, Ludovic al XV-lea a înființat în fiecare provincie a regatului ateliere de caritate, menite să ajute săracii apți de muncă, adică pe cei care erau fizic capabili să lucreze. „În acest atelier erau primiți toți cei care se prezentau, bătrâni, femei, copii. Fiecare primea în funcție de munca prestată”, continua preotul Digot.
Acest atelier a fost responsabil pentru lucrările de construcție a drumului, utilizând materiale obținute din demolarea parțială a fortificațiilor din Jaligny pentru pavare. Regele a alocat o sumă suplimentară de bani în anii următori, ceea ce a permis continuarea lucrărilor spre nord, până la pasarela care traversa pârâul Godet, în 1774, și spre est, pe linie dreaptă până la Besbre, unde s-a construit un pod de lemn, pe locul unde se află podul actual.
Preotul Joseph Foulhoux a pus în discuție problema reparațiilor bisericii în anul 1775. După șapte demersuri adresate senescalului din Bourbonnais, a obținut desemnarea unui expert pe 7 ianuarie 1776, iar lucrările, după întocmirea unui deviz și organizarea unei licitații, au început pe 20 august 1777. Costul total s-a ridicat la 2.400 de livre, „sumă care [a fost] impusă doar asupra proprietarilor și nu asupra celorlalți locuitori.” Finalizate pe 12 decembrie 1778, modificările aduse bisericii au fost semnificative: s-a reconstruit frontonul de intrare, s-a reparat și refăcut zidul colateral nordic; s-a edificat turnul scării care duce la clopotniță (400 de livre); s-a construit o șarpantă peste boltă pentru a o acoperi cu țigle plate; s-a pardosit din nou podeaua, cu un peron și două trepte pentru accesul la cor; și s-a amenajat o nișă pentru cristelniță în zidul colateral sudic. Preotul nota, de asemenea, că a făcut să se picteze aproape tot interiorul și să se aranjeze altarul principal „în stil roman” (probabil prin eliminarea unui retablu), pentru suma de 1.200 de livre.

#### Revoluția Franceză
La adunarea generală a celor trei stări, organizată în circumscripția juridico-administrativă din Moulins, pe 16 martie 1789, preotul Guillaume-Joseph Fouilhoux a făcut parte din reprezentanții clerului pentru cneazatul Chavroches, participând ca mandatar al domnului Chacaton, preot al parohiei Saint-Bonnet-de-Four, și al domnului de Vaulx, preot al parohiilor Floret și Trezeil, anexă a acestora. La aceeași adunare a participat și priorul-preot al parohiei Jaligny, Pierre-François Fouilhoux, în calitate de reprezentant al cneazatului Basses-Marches. Acesta era mandatarul domnului Sébastien Gauthier, preot al parohiei La Celle-sous-Montaigut, și al domnului Brody, preot al parohiei Quinssaines. Ordinul celei de-a treia stări era reprezentat de Antoine Tain și Barthélemy Desfayer, proprietari, delegați ai parohiei Jaligny.
Comuna Jaligny a fost creată prin decretul Adunării Naționale Constitutive din 14 decembrie 1789, proclamat de rege la 28 decembrie 1789, care a desființat și abolit „municipalitățile existente în fiecare oraș, târg, parohie sau comunitate, sub denumirea de primării, consilii municipale, echivalent al consiliilor comunale, consulate și, în general, sub orice denumire sau calificare ar fi fost acestea cunoscute”. Pentru a uniformiza administrația regatului, lettres patentes din 4 martie 1790, emise pe baza decretelor Adunării Naționale din 15 ianuarie, 16 și 26 februarie, au împărțit vechile provincii în 83 de departamente, grupate în districte formate din cantoane, create la 22 decembrie 1789 prin decretul Constituantei „privind constituirea adunărilor primare și a adunărilor administrative”. Astfel, Jaligny a devenit reședința unui canton ce aparținea districtului Donjon.
Încă din primăvara anului 1790, au izbucnit tulburări în provincii, având drept pretext scumpirea cerealelor. Rapoartele adresate lui François de Saint-Priest, secretar de stat al Casei Regale, menționează, la sfârșitul lunii martie, o adunare de oameni la Jaligny, cu scopul de a jefui grânele.
Ca și în majoritatea comunelor, Revoluția Franceză a provocat la Jaligny tulburări cauzate, în special, de Constituția civilă a clerului, decretată de Adunarea Constituantă la 12 iulie 1790, în urma naționalizării bunurilor clerului din noiembrie 1789. Această reformă a dus la divizarea clerului francez în cler „jurați” și cler „refractari”.
Inițial, Jaligny a făcut excepție de la tendința generală a vremii, deși o plângere împotriva exceselor comise de preotul paroh a fost adresată adunării comunale în mai 1790. În timp ce vecinul său apropiat, Joseph Lacombe, preotul din Marseigne, a depus jurământul cerut de Constituție, Guillaume-Joseph Fouilhoux, preotul din Jaligny din 1766, a refuzat să facă acest lucru.
Într-o declarație solemnă, după ce și-a exprimat „atașamentul față de religie și de patrie” și „respectul și supunerea deplină față de legile care privesc atât cetățeanul, cât și creștinul”, el a afirmat că conștiința îi interzice să depună jurământul. Cu toate acestea, municipalitatea din Jaligny i-a permis să-și continue funcțiile ca înainte, „până când va fi ordonat altfel”.
Dar libertatea de care se bucura preotul Fouilhoux a atras preoți nesupuși (refractari) care veneau, într-o relativă pace, să oficieze slujbe religioase în biserica din Jaligny pentru enoriașii lor. La 10 și 17 aprilie 1791, Devaux, preotul din Trézelles, împreună cu vicarul său, au celebrat public liturghia la Jaligny și au spovedit câțiva locuitori ai parohiei lor care îi urmaseră acolo.
Această activitate a fost denunțată, iar ofițerii municipali au decis să-l înlocuiască pe preotul Fouilhoux. La 26 aprilie 1791, departamentul Allier a hotărât transferul acestuia la seminarul din Moulins și l-a numit în locul său pe preotul Claude-Pierre Marcillat, care fusese anterior vicar la biserica Saint-Pierre din Moulins.
Totuși, Guillaume-Joseph Fouilhoux, sprijinindu-se pe argumentul că „toți cetățenii au dreptul de a-și alege locul de domiciliu”, a declarat că va rămâne la Jaligny „atât timp cât o lege pozitivă nu va interzice acest lucru”. Preotul era foarte apreciat de comunitate, iar el a continuat să oficieze, adăugându-și numele în registrele parohiale alături de cel al lui Marcillat, însoțit de mențiunea „prêtre catholique”.
În ciuda rezistenței preotului juraș Marcillat, care încerca să-i refuze cheile bisericii, municipalitatea i-a permis lui Fouilhoux să celebreze liturghia, „cu condiția să se asigure de ornamentele și de toate cele necesare, conform decretului Adunării Naționale din 17 martie 1791, din alte surse decât sacristia bisericii”.
Fouilhoux a continuat să oficieze slujbele religioase, semnând ultimul său act de botez la 31 decembrie 1792.

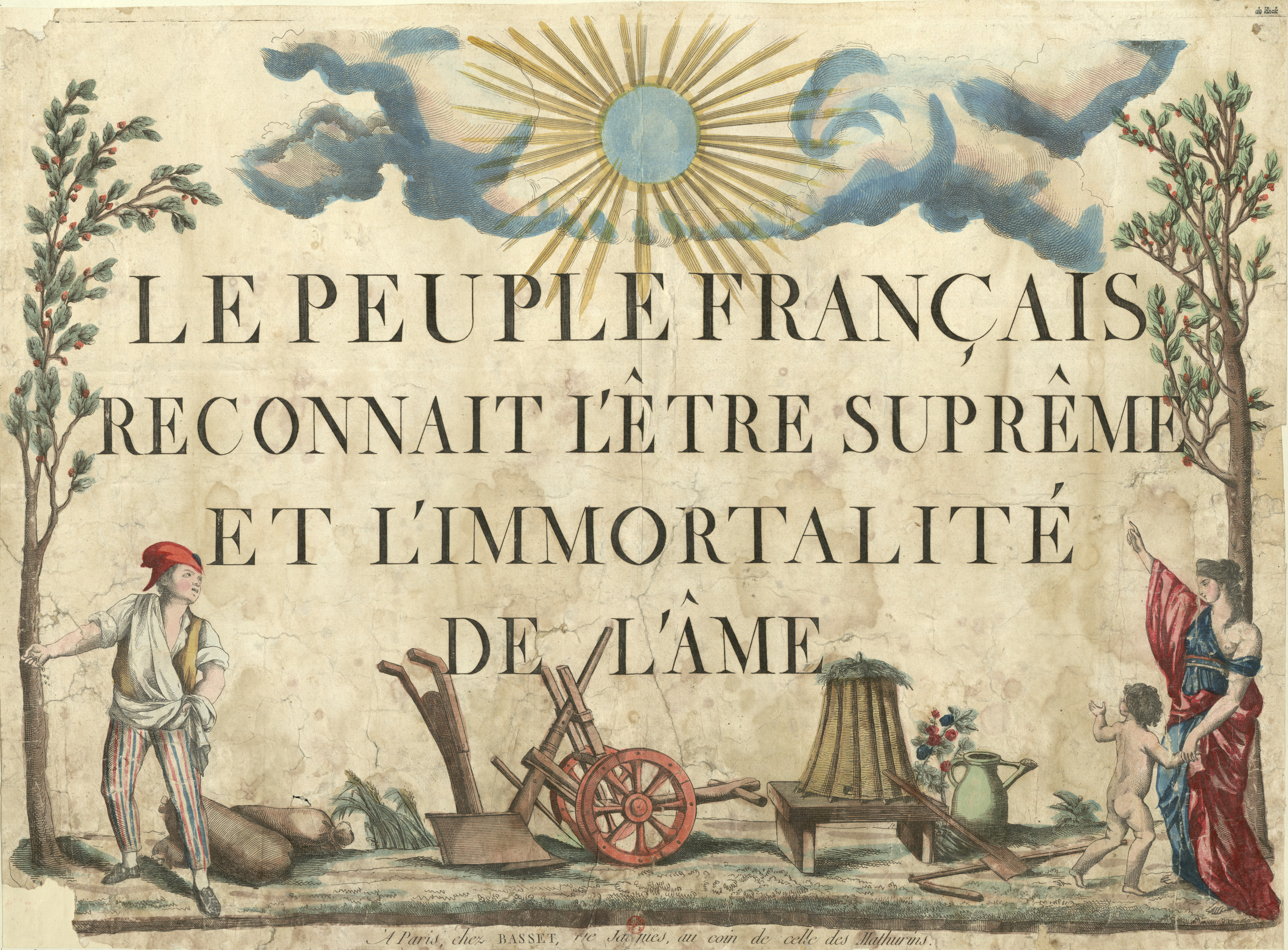
„Poporul francez recunoaște ființa supremă și nemurirea sufletului”, gravură anonimă, 1794, Paris, BnF, departamentul de gravuri și fotografie.

Începând cu 1793, parohia a fost supusă politicii de decreștinare impuse de Convenția Națională, în cadrul căreia religia tradițională era eliminată treptat din viața publică. Claude-Pierre Marcillat, care depusese la 1 octombrie 1792 jurământul de libertate și egalitate, a fost numit la 2 decembrie în funcția de ofițer municipal, responsabil cu gestionarea registrelor de stare civilă.
Marcillat și-a păstrat aceste atribuții până în luna octombrie 1793, când Joseph Fouché l-a convocat la Lyon pentru a deveni membru al Comisiei temporare de supraveghere republicană, creată împreună cu Jean-Marie Collot d'Herbois. Această comisie avea scopul de a acționa ca un „supliment revoluționar” la autoritățile existente și de a asigura menținerea unui zel revoluționar intens în regiune.
La 20 frimaire, anul II (echivalentul datei de 10 noiembrie 1793), s-a constatat oficial că Marcillat părăsise parohia cu o lună în urmă.
La 27 nivôse, anul II (16 ianuarie 1794), s-a consemnat demolarea turnului clopotniței, ale cărui materiale au fost vândute demolatorului, iar la 29 pluviôse (17 februarie) s-a întocmit un inventar al obiectelor mobile din biserică, care devenise Templul Rațiunii. Confesionalele, băncile, tablourile și alte obiecte, descrise ca „lemne care îngreunează Templul Rațiunii, fosta biserică, devenite inutile de când Jaligny a renunțat la erorile fanatismului”, au fost vândute la 10 floréal (29 aprilie).
În ciuda acestor măsuri, Fouilhoux și-a continuat în secret misiunea preoțească, ajutat de François Virot, un țăran analfabet din cătunul Joules, care învăța copiii catehismul, rostea rugăciuni și mergea să-l aducă pe preot, care venea noaptea, deghizat, pentru a oficia botezuri sau căsătorii.

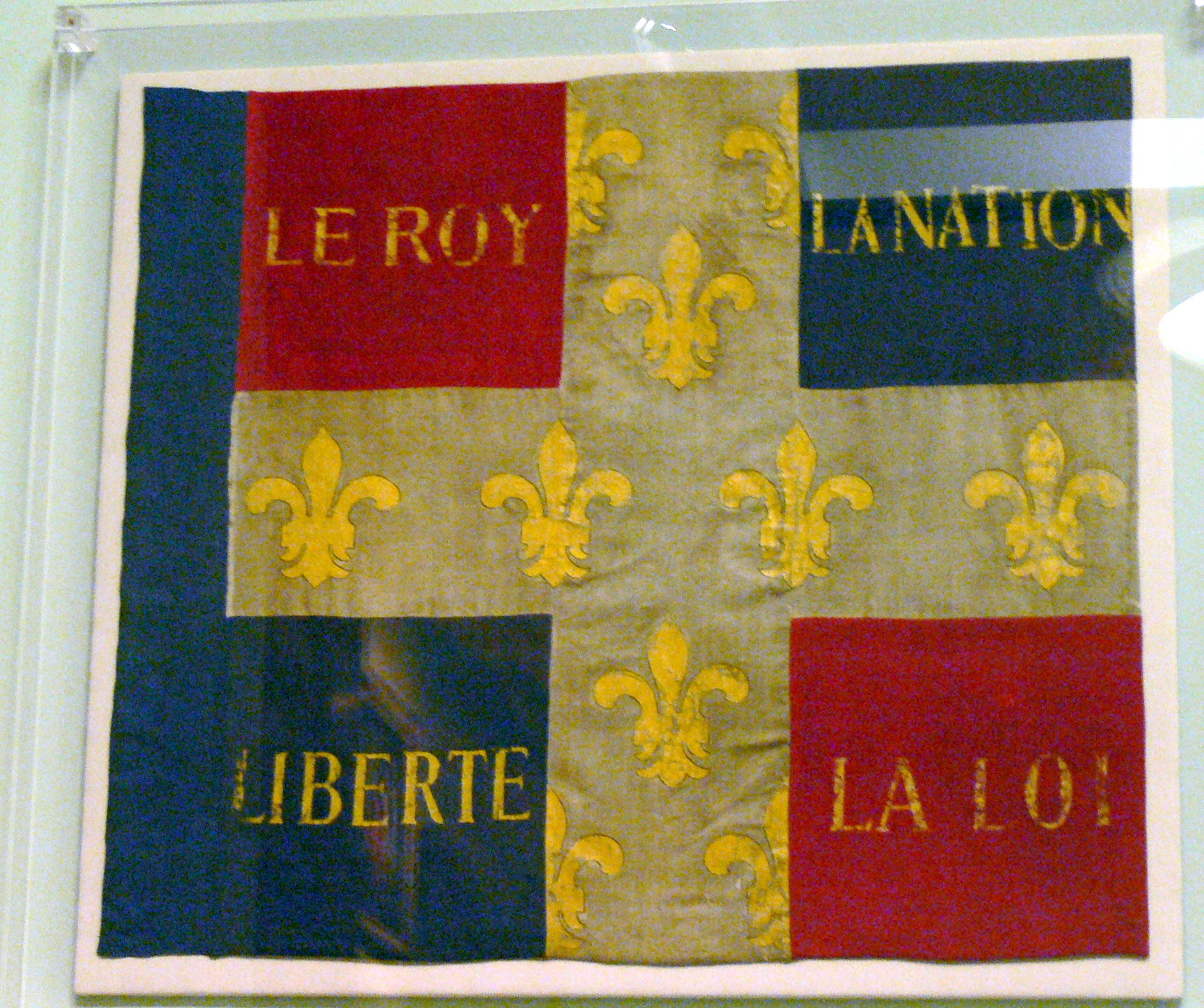
Steag de infanterie din perioada revoluționară (1789-1793).

În această perioadă, deși revoluționarii atribuiau în mare parte tulburările „predicilor sedicioase” ale clerului nesupus, acestea nu erau exclusiv de natură religioasă. Procesele-verbale ale Directoratului menționau Jaligny ca o municipalitate regalistă, alături de alte 19 municipalități și 5 municipalități necivice din departamentul Allier.
La 12 septembrie 1792, cu ocazia recrutării voluntarilor, comisarii trimiși de directorat pentru a efectua selecția a zece bărbați destinați formării batalionului 2 din Allier au fost insultați și agresați fizic. Mandate de arestare au fost emise împotriva a cincisprezece instigatori principali, care erau servitori ai preoților refractari sau arendași ai seniorilor din împrejurimi.
Șase dintre aceștia au reușit să se ascundă de jandarmi, însă toți au fost judecați în fața tribunalului penal din Allier, la 17 februarie 1793. Tribunalul a achitat trei dintre inculpați, inclusiv unul judecat în contumacie. Ceilalți, fie prezenți, fie judecați în lipsă, au fost condamnați la pedepse cu închisoarea cuprinse între trei luni și doi ani, precum și la o pedeapsă suplimentară de două ore de expunere publică în piața orașului Donjon.

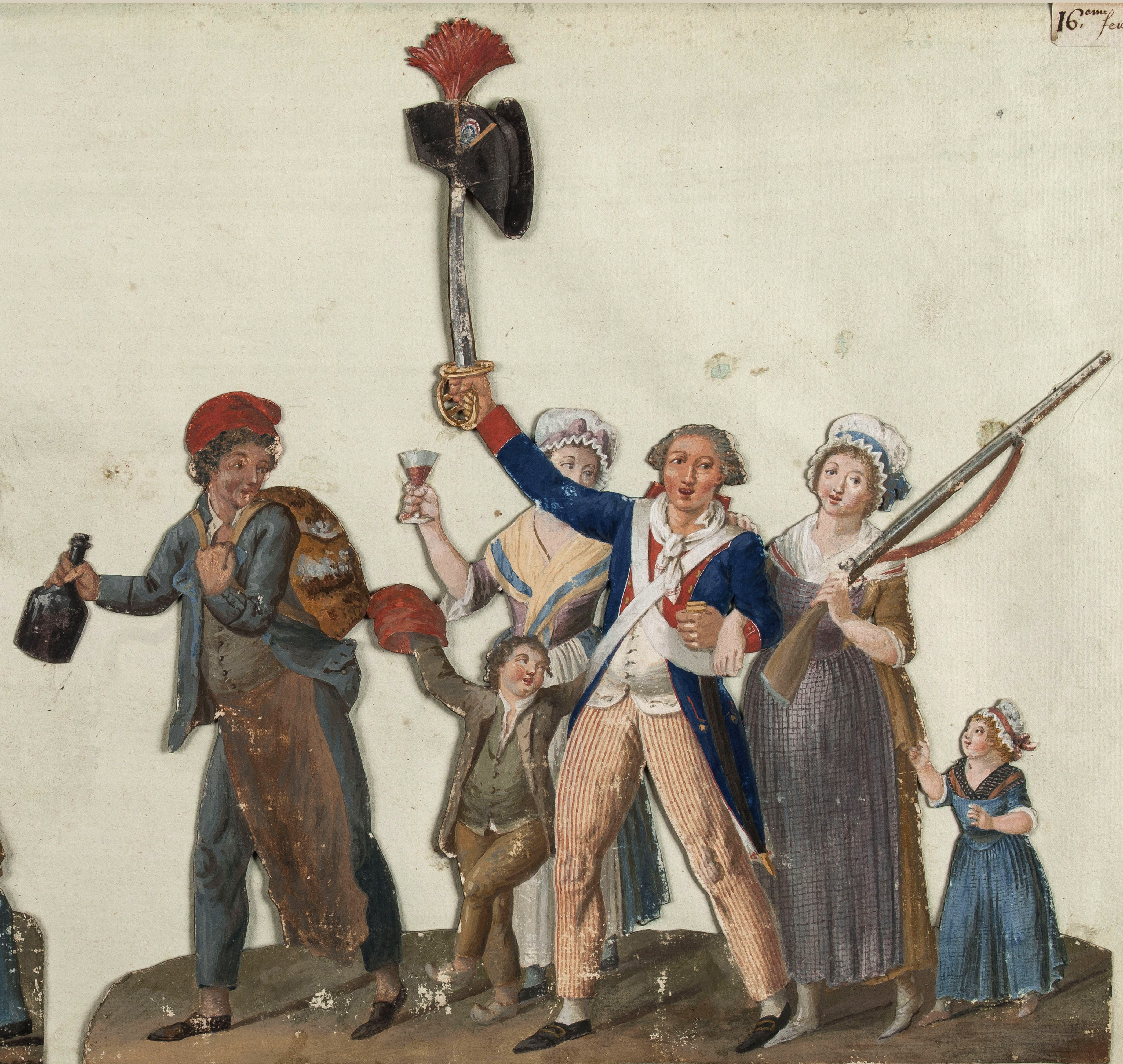
Plecare la granițe a unui cetățean voluntar

În plus, republicanii, preocupați să „vegheze la conservarea speciei umane prin punerea moralei în ordinea de zi”, au interzis „beția... și, de asemenea, acea plăcere rușinoasă sau mai degrabă acea lubiditate care asimilează omul cu fiara”.
Comitetul de supraveghere din Moulins, care „pentru a atinge acest obiectiv, a arestat femeile și fetele publice și pe cele care se plimbă noaptea”, a servit drept exemplu pentru consiliul general din Jaligny, care nu a dorit să rămână mai prejos. „Considerând că, în momentul în care patria are nevoie de apărători, este necesar ca o femeie să locuiască cu soțul ei, cu excepția cazului în care există incompatibilitate între ei”, consiliul a cerut unei femei din Bourbon-Lancy, care se stabilise recent în comună, să dea socoteală despre motivele separării și a invitat-o să revină la domiciliul conjugal.
În aceeași zi, considerând că „sub un guvern republican, moravurile trebuie regenerate”, consiliul a expulzat o femeie „care, de o perioadă îndelungată, a dus o viață contrară bunelor moravuri”.
Urmând exemplul marilor orașe din Allier, Jaligny, la 12 ventôse anul II (2 martie 1794), a interzis și hangiilor și comercianților de vin să „servească băuturi niciunei persoane domiciliate în această comună timp de nouă zile consecutive după fiecare decadă” (adică 9 zile din 10); li s-a permis totuși să vândă vin pentru consum acasă, „cu condiția să nu depășească o jumătate de sticlă de persoană”.

### Secolul al XIX-lea

#### Revenirea calmului sub Primul Imperiu
Bisericile din Franța au fost redeschise la 31 mai 1795, iar mișcarea de decreștinare a continuat să scadă semnificativ după lovitura de stat de la 18 fructidor, anul V (4 septembrie 1797). Ulterior, odată cu preluarea puterii de către Bonaparte și semnarea Concordatului din 1801, cultul religios a fost oficial restabilit în 1802.
Odată cu revenirea păcii religioase, Fouilhoux și-a redeschis biserica și a rămas preot paroh până la numirea succesorului său, la 26 vendémiaire, anul XI (19 octombrie 1802). Cu toate acestea, el a semnat ultimul său act la 24 aprilie 1803, iar succesorul său, Jean Potier, a fost instalat abia la 25 mai 1803.
În ediția sa din 1 octombrie 1817, la rubrică „Lucrări publice” din ziarul Le Mémorial bordelais menționează, „printre marile lucrări care ocupă, în toate colțurile Franței, un număr impresionant de muncitori”, construcția unui pod la Jaligny (Allier). Această lucrare probabil înlocuia structura construită în 1772.

#### Câțiva notabili ai Imperiului

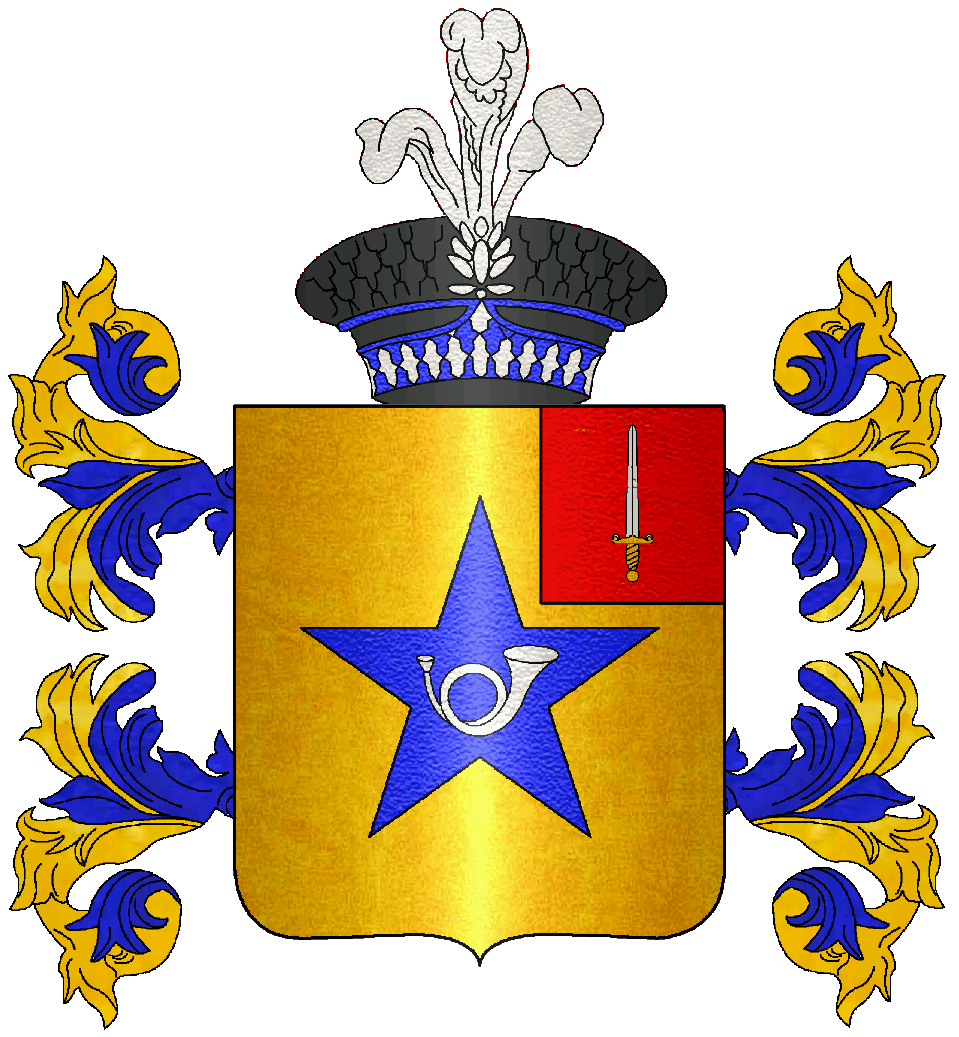
Blazonul lui Nicolas Guyot

Sub Primul Imperiu, Paulin de Barral, chambellan al regelui Jérôme al Westfaliei și văr al împărătesei Joséphine, a fost numit baron Barral și al Imperiului printr-un decret din 3 decembrie 1809 (lettres patentes semnate la Paris pe 31 ianuarie 1810).
Cu puțin timp înainte, printr-un decret din 15 august 1809, a fost numit baron al Imperiului și Nicolas Guyot, născut la Jaligny pe 6 februarie 1776, căpitan în Regimentul 26 Infanterie Ușoară (constituit din 16e demi-brigade légère bis și 17e demi-brigade légère, formată parțial din Batalionul 2 al voluntarilor din Allier), membru al Legiunii de Onoare.
La bătălia de la Ebersberg din 3 mai 1809, în calitate de locotenent de voltigeuri, Guyot fusese „expus celui mai mare pericol”. A doua zi, la revizuirea regimentului, Napoleon l-a chemat și i-a spus:
„ Sunteți desemnat de superiorii dumneavoastră ca fiind cel mai curajos ofițer al regimentului; vă numesc baron și vă ofer o rentă anuală de patru mii de livre ca dotare. ”— Colonel Pouget ,  Amintirile de război ale Generalului Baron Pouget

#### Jaligny sub al Doilea Imperiu
Deși considerată o municipalitate regalistă la sfârșitul secolului precedent – în 1793, directoratul districtului Donjon aprecia că „experiența a demonstrat că nu se putea conta pe garda națională din Jaligny” –, localitatea număra totuși, cinci decenii mai târziu, câțiva notabili republicani.
Astfel, cu ocazia loviturii de stat de la 2 decembrie 1851, care a întâmpinat puțină opoziție în regiune, un medic, Chomet, și un farmacist au reușit să mobilizeze o mică parte a populației, formată mai ales din meșteșugari, și nu țărani. Pornind din Donjon, o mișcare de revoltă s-a răspândit, iar insurgenții au mărșăluit spre Lapalisse.

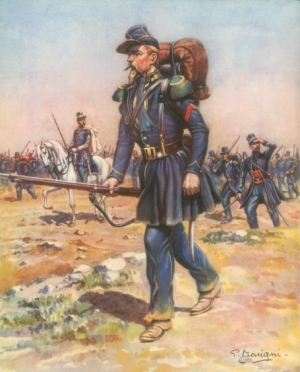
Vânător pedestru

La 3 decembrie, în jurul prânzului, 4.000-5.000 de insurgenți s-au reunit la Marseigne pentru a fi trecuți în revistă. La aflarea veștii că trupele din Moulins și Clermont erau pe cale să sosească, aceștia s-au dispersat.
Pe 4 decembrie, insurgenții din Jaligny l-au luat prizonier pe primar, pe care l-au ținut sub pază militară până a doua zi. După ce au distribuit puști, praf de pușcă și gloanțe, au mers din comună în comună pentru a recruta noi partizani.
La Lapalisse, au avut loc ciocniri armate, iar insurgenții din Donjon au reușit să ocupe subprefectura din Lapalisse, unde l-au reținut pe subprefect. În timpul violențelor, au ucis brutal doi jandarmi. După aceste evenimente, insurgenții s-au întors la Donjon, unde au jefuit castelul local.
Sub comanda lui Billard din Saint-Léon, insurgenții s-au reunit din nou la Jaligny, fiind sprijiniți de locuitori din Thionne, Chavroche, Tréteau și din alte câteva comune. Banda insurgenților a încercat să mărșăluiască spre Moulins, dar, pe 5 decembrie, la Jaligny a sosit o coloană mobilă formată din jandarmi, vânători pedeștri și cetățeni voluntari, sub comanda lui M. Devaulx de Chambord.
Au fost efectuate 36 de arestări, iar insurgenții au fost forțați să se retragă în dezordine. Trupele au ocupat localitățile de unde proveneau opozanții, iar, până pe 7 decembrie, liniștea a fost restabilită. Bunurile medicului Chomet au fost puse sub sechestru, iar mai mulți insurgenți din Jaligny au fost deportați în Algeria, unde au rămas până la amnistierea lor din 1859.
În 1852, surorile congregației Prezentării au deschis o școală de fete.

#### Târgul în timpul celei de-a III-a Republici
Distrus în 1794, turnul bisericii a fost reconstruit în a doua jumătate a secolului al XIX-lea, conform planurilor arhitectului din Vichy, Abel Madeleine.
La 13 mai 1877, municipalitatea a adoptat un proiect, deja prezentat în 1874, pentru construirea unei școli comunale de băieți, considerând că poate furniza o treime din suma necesară, și a desemnat un arhitect din Jaligny pentru a întocmi devizul și planurile. În cadrul ședinței din 10 martie 1878, consiliul municipal a decis deschiderea unei școli pentru fete începând din luna aprilie și a anunțat că va încredința conducerea acesteia unei călugărițe din comunitatea Augustinelor din Moulins. Aceasta urma să primească salariul aferent funcției sale, cu condiția ca, atunci când comuna ar fi fost în măsură să asigure locuință, să poată alege o învățătoare laică și să îi transfere salariul. Licitația pentru construirea casei școlii a fost anunțată de primărie pentru data de 21 decembrie 1884.
Un decret din 11 martie 1889 a autorizat crearea în comună a unui birou de binefacere (predecesor al actualului centru comunal de acțiune socială).
La 26 aprilie 1892, Marie (1872-1944), fiica lui Hector Marie Edme de Barral, s-a căsătorit cu Paulin de Villardi de Montlaur, conte Georges de Montlaur, căpitan de dragoni. Singura moștenitoare a liniei principale a familiei Barral, ea a transmis astfel proprietatea castelului și numeroase terenuri din Jaligny familiei de Montlaur.
La 26 octombrie 1893, Societatea anonimă a căii ferate de interes local de la Dompierre la La Palisse a pus în funcțiune linia care deservea, printre altele, gara din Jaligny.

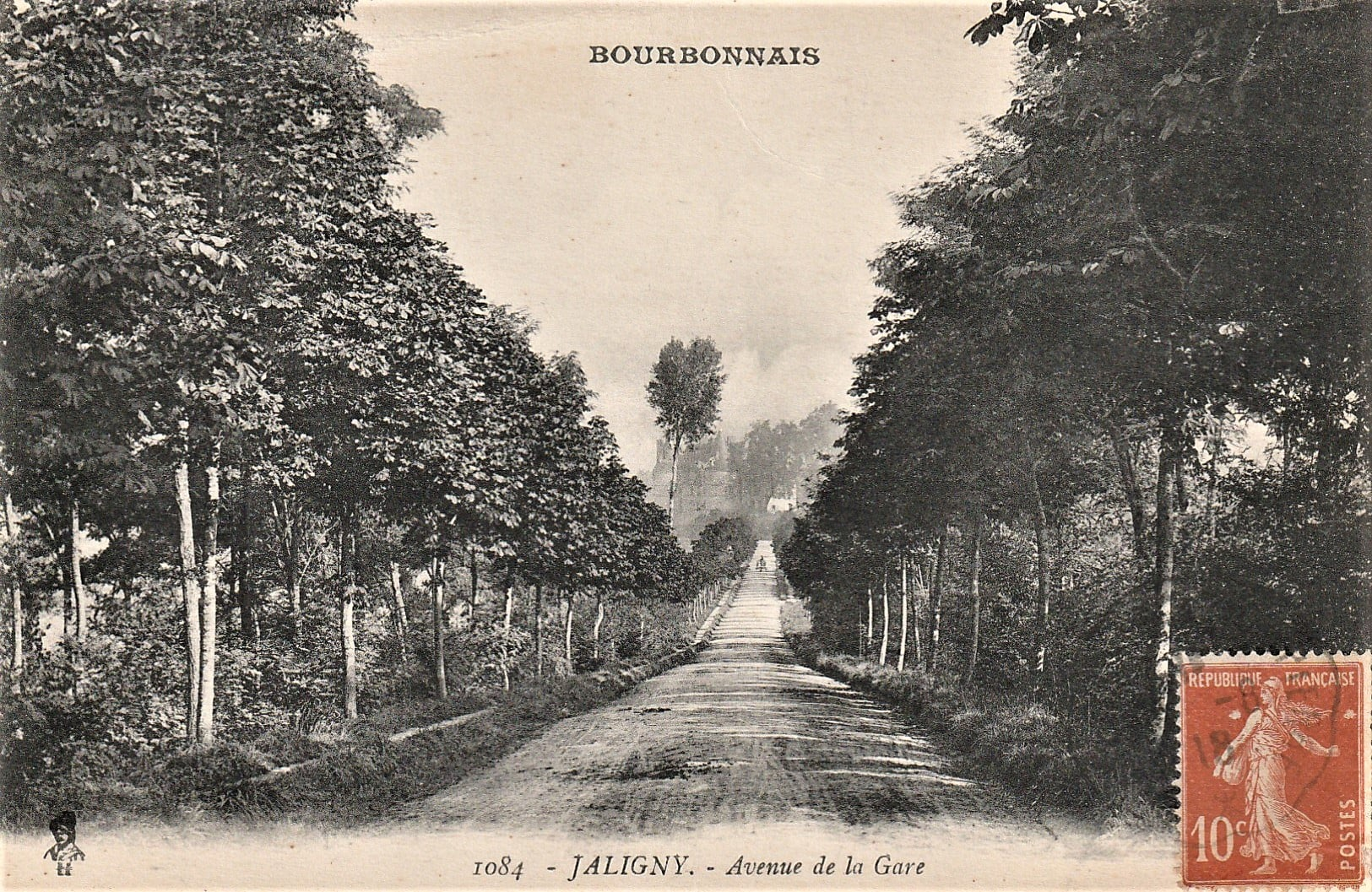
Avenue de la Gare.

În 1894, municipalitatea din Jaligny a vândut o parcelă de teren morarului Auguste Turaud pentru construirea unui al doilea pod peste râul Besbre, „podul Chaume”, permițând astfel un acces direct la „moara Chaume” dinspre târg. Situată pe malul stâng al râului, în timp ce „moara castelului” se afla pe malul drept, această moară părea deja veche la acea vreme, fiind documentată în 1820 ca aparținând familiei Aubert. Unul dintre membrii acestei familii, Jean, a fost primar al comunei Jaligny între 1801 și 1830. Cumpărată în 1873 de Selaquet, un brutar din Jaligny, moara fusese închiriată de familia Turaud în 1881 și intrase în posesia acesteia în 1889 prin căsătoria unuia dintre fii cu fiica lui Jean Selaquet.
La 27 octombrie 1896, consiliul municipal a decis să creeze „Aleea Gării” și a prevăzut în buget o cheltuială de 5.000 de franci (echivalentul a aproximativ 21.300 € în 2022). În schimbul fostului drum „îngust și sinuos”, care devenise insuficient, Hector de Barral a cedat terenul, iar parcul castelului a fost aliniat de-a lungul noii alei. În cele din urmă, devizul complet pentru Aleea Gării s-a ridicat la 10.624 de franci și a fost acceptat de consiliul municipal la 30 mai 1897.
În timpul manevrelor Centrului din 1898, care au început la 6 septembrie și au opus la Dompierre-sur-Besbre corpurile de armată 8 și 13, Jaligny a fost cartierul general al Diviziei a 6-a de cavalerie.

### Secolul al XX-lea

#### Consecințele locale ale războiului școlar
După expulzarea congregațiilor religioase în 1880, o parte dintre acestea s-au reconstituit, ceea ce a dus la o reacție anticlericală din partea autorităților celei de-a Treia Republici, inițial relativ moderată sub guvernul Waldeck-Rousseau (1899-1902). Odată cu venirea la putere a guvernului Combes, lupta împotriva influenței școlare a Bisericii Catolice, pe care Combes însuși o descria drept o „campanie laică”, s-a intensificat, culminând cu închiderea a 3.000 de școli neautorizate aparținând congregațiilor recunoscute prin titlul III al legii Waldeck-Rousseau.
Surorile Prezentării au depus atunci o cerere de autorizare, iar consiliul municipal din Jaligny a emis un aviz favorabil, cu 6 voturi pentru și 3 împotrivă, din cei 9 membri prezenți din totalul de 12, pentru menținerea școlii lor. Totuși, anticipând o nouă expulzare a congregațiilor și pentru ca, la începutul următorului an școlar, situația să fie „satisfăcătoare pentru părinți”, consiliul a decis, la 12 iulie 1903, să utilizeze provizoriu sala primăriei pentru a permite crearea unui al doilea post de învățătoare laică. În consecință, 76 de fete au fost înscrise pentru începutul anului școlar. Școala confesională de fete a fost închisă definitiv în 1904.

#### Lucrări comunale

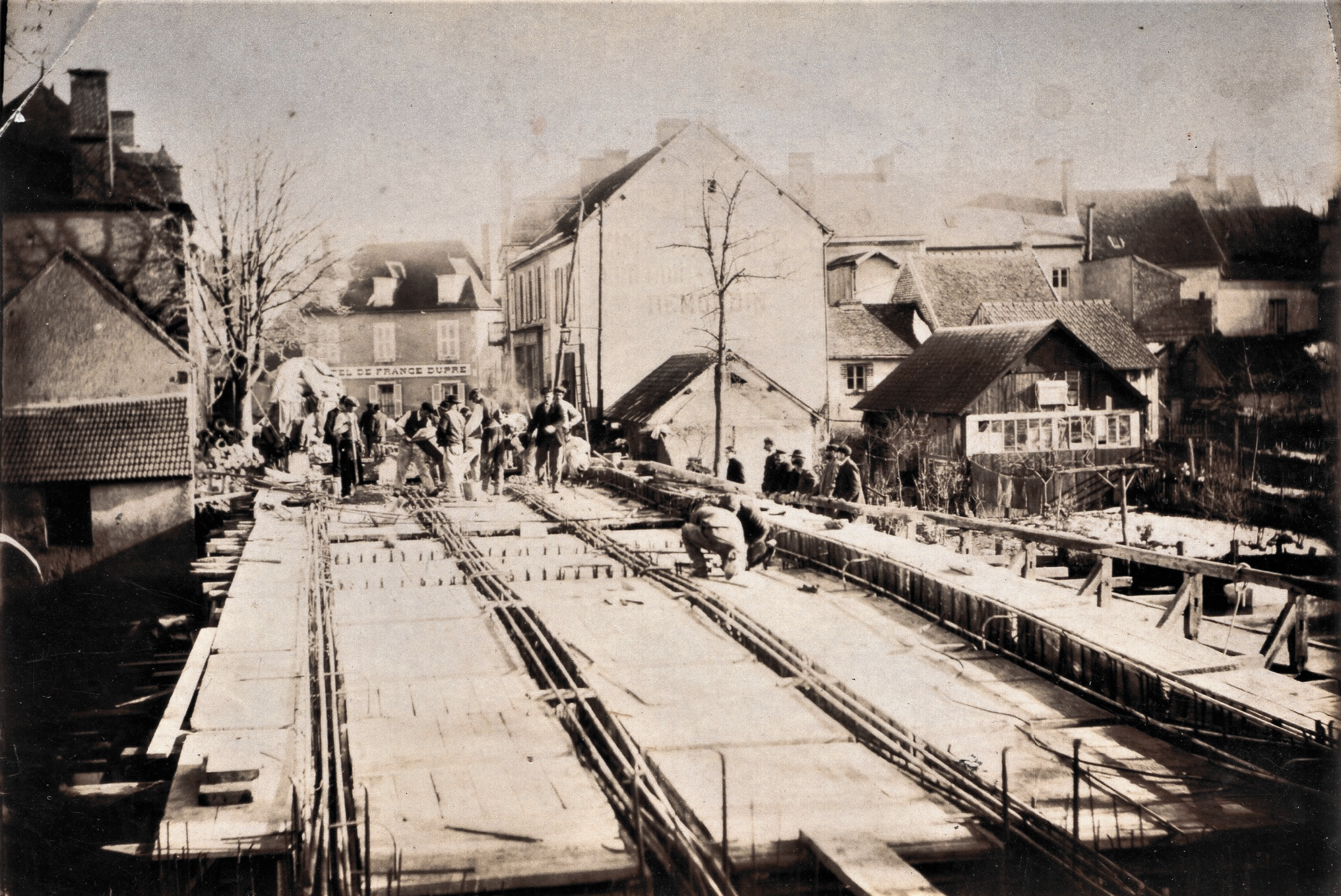
Construcția podului peste Besbre (1907)

În 1905, a început construcția unui pod din beton, de 28 m, peste râul Besbre, menit să înlocuiască podul de lemn construit în 1856. Recepția definitivă a lucrărilor a avut loc pe 22 aprilie 1907.
În 1908, cazarma de jandarmerie, care până atunci fusese amplasată în apropierea podului, a fost transferată în clădirea care inițial fusese destinată să devină parohie. Construirea acesteia fusese aprobată de municipalitate la 1 iulie 1900, înainte de legea separării Bisericii de Stat (actuala clădire a primăriei).
În 1912, consiliul municipal a decis mutarea cimitirului care se afla în apropierea târgului. Noul cimitir a fost deschis în 1914, pe drumul spre Donjon.

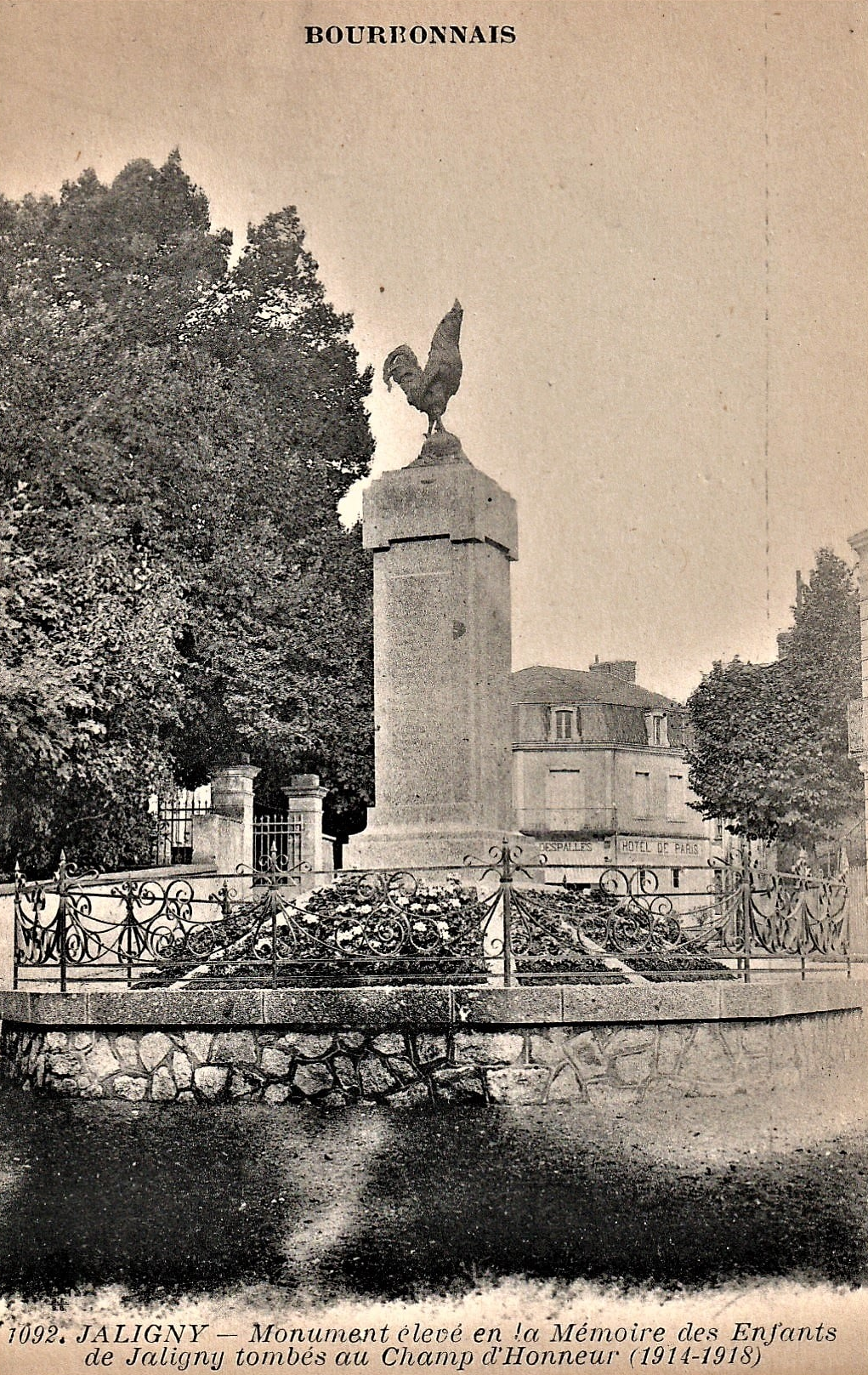
Monumentul Eroilor, în jurul anului 1921

În cadrul ședinței din 4 iulie 1920, consiliul municipal a votat ridicarea unui monument al eroilor pe Piața Republicii, pentru a perpetua memoria copiilor din Jaligny căzuți pentru Franța în timpul războiului din 1914-1918. Primarul, Auguste Turaud, a informat consiliul că, în memoria fiului său „Mort pentru Franța”, donează comunei cocoșul galic din bronz, care zdrobește un coif german cu țepi, destinat să împodobească monumentul.
Edificiul a fost realizat din granit gri, ale cărui elemente au fost cioplite la Mayet-de-Montagne, apoi transportate pe calea ferată până la gara din Jaligny și, de acolo, cu căruțe trase de cai până la Piața Republicii. În granit au fost gravate 43 de nume, cărora li s-au adăugat ulterior 7 nume pentru războiul din 1939-1945 și 3 nume pentru operațiunile din Africa de Nord, în 1956, 1957 și 1961.
În 1922, s-a decis ca locul fostului cimitir să fie amenajat ca piață. La 22 iulie 1923 a început construcția primei hale (nava centrală a pieței actuale).

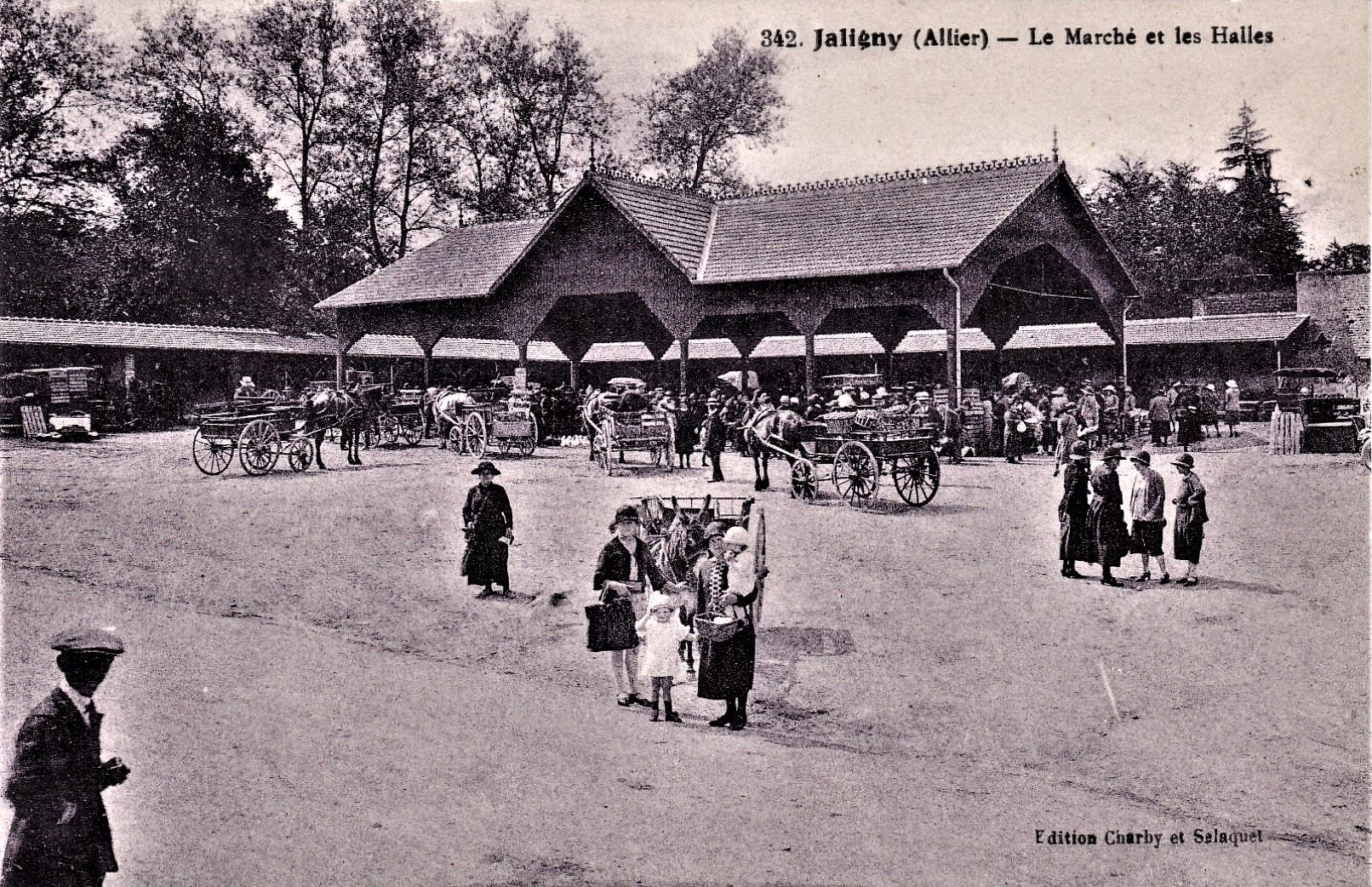
Prima hală a pieței.

În discuție încă din 1897, când autoritățile locale ezitau între iluminatul electric și cel cu acetilenă, electrificarea târgului Jaligny a fost realizată în 1927 de către Société Centrale de Distribution d'Énergie. În 1928, amenajarea drumului principal a continuat prin asfaltarea străzii Poștei.
Între 24 ianuarie și 21 februarie 1929, Franța a cunoscut cel mai mare val de frig din 1879; în dimineața zilei de 13 februarie s-au înregistrat până la -30 °C în câmpia Limagne. În ediția sa din 22 februarie, ziarul Le Gaulois a raportat că lupi, împinși de foame, au fost semnalați în pădurile din Jaligny, iar cotidianul lui Georges Clemenceau, L'Homme libre, a anunțat în aceeași zi că vânători au zărit mai mulți vulturi în parcul castelului.
Piața acoperită a fost extinsă în 1932 prin construirea unei a doua nave, situată la marginea drumului spre Donjon.
În 1933, municipalitatea a inaugurat un ansamblu arhitectural care reunea o sală de festivități, o nouă primărie și un oficiu poștal, conform planurilor arhitectului Marcel Génermont, specialist în monumente istorice. Decorațiunile sălii de festivități au fost realizate de Auguste Sauroy (1864-1946), un pictor-decorator emblematic al Belle Époque în regiunea Allier. Acesta și-a demonstrat talentul în diverse locuri, precum interiorul bisericii Saint-Martin din Louroux-Bourbonnais; în Moulins, în casa Mantin, Grand Café și teatrul municipal; în Vichy, în holul izvoarelor; sau la Néris-les-Bains, în reședința Les Sources.
La 8 februarie 1937, în aplicarea circularei ministeriale din 30 octombrie privind prelungirea școlarizării și clasele de final de studii, comuna a achiziționat proprietatea numită „spitalul” pentru a înființa două clase de învățământ prelungit. Clădirea fusese construită la sfârșitul secolului precedent de senatorul-primar al comunei Cindré, Louis de Chantemerle, judecător de pace și consilier general al cantonului Jaligny, care intenționa să o doneze comunei pentru a o transforma într-un azil de bătrâni.
Inițial, comuna a refuzat donația, din lipsă de resurse pentru întreținerea și administrarea casei. După acest refuz – și cum, în plus, Chantemerle nu fusese reales senator în 1885 – acesta a vândut casa lui Auguste Advenier, care a transformat interiorul și a extins parcul printr-o nouă achiziție de teren. Advenier, la rândul său, a vândut proprietatea municipalității pentru a putea cumpăra conventul din Marseigne.
Municipalitatea a amenajat parcul pentru a-l deschide publicului și a lansat lucrări de construcție a unor acoperișuri pentru curțile școlare, a unui stabiliment de băi-dușuri și a unor terenuri de sport. În acest parc, cu ocazia unor săpături din 1934, a fost descoperit un schelet de mamut.
În august 1937, Jean Zay, ministrul Educației Naționale și al Artelor Frumoase, a inaugurat școala model de învățământ prelungit. Cu această ocazie, după recepția de la primărie, a vizitat instituția și a participat la banchetul care a urmat, făcând mai multe anunțuri importante cu privire la proiectele de lege pe care intenționa să le prezinte în camerele parlamentare la începutul noii sesiuni: reforma învățământului, crearea unei Școli Naționale de Administrație și statutul dreptului de autor și al contractului de editare.
Această inaugurare a fost prilejul unei mari sărbători, cu atracții și caruseluri, precum și un festival de muzică la care au participat, alături de Fanfara Besbre, șapte societăți muzicale din Allier și una din Puy-de-Dôme.
În 1938, traficul pe linia de cale ferată locală a fost oprit definitiv.

#### În timpul celui de-al Doilea Război Mondial
În luna iunie 1940, după străpungerea de la Sedan, Grupul de Armată nr. 4 al armatei franceze, comandat de generalul Huntziger, și-a stabilit cartierul general în castel.
Ca și în multe alte sate, înfrângerea armatelor franceze a dus la un aflux de refugiați civili la Jaligny, unde au fost găzduiți până la întoarcerea lor, începând din luna iunie 1940. Unii dintre aceștia, care închiriaseră gara dezafectată de la oprirea exploatării liniei de cale ferată, erau încă prezenți în iunie 1941.

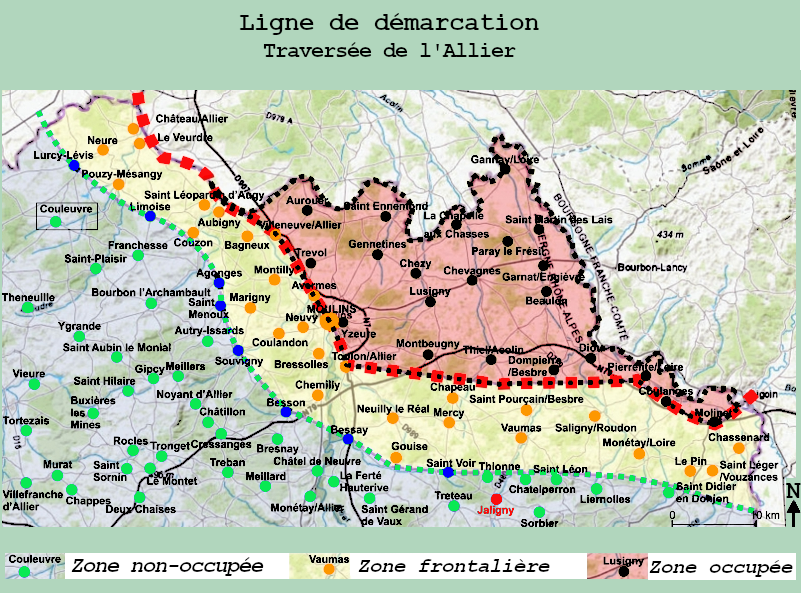
Traseul liniei de demarcație în Allier.

Intrată în vigoare la 25 iunie 1940, după semnarea armistițiului dintre Italia și Franța din 24 iunie, linia de demarcație trecea prin pădurile din Jaligny, la nord de teritoriul comunei. Invazia zonei libere de către trupele germane, la 11 noiembrie 1942, a dus la desființarea oficială a liniei la 1 martie 1943.
Începând din noiembrie 1942, în conformitate cu prevederile convenției de armistițiu, germanii au golit stocurile de muniții cu încărcătură specială (gaze de luptă, substanțe chimice toxice și fumigene), constituite încă din Primul Război Mondial, aflate în depozitul de rezervă generală de muniții din La Ferté-Hauterive (situat pe teritoriul localității Saint-Loup), și au creat un important depozit pentru aceste muniții în pădurea Jaligny, protejat de o trupă bine echipată. Unități germane s-au instalat în comună, la castel și în alte proprietăți din localitate, în special la Marseigne.
La 16 august 1944, un responsabil local al Rezistenței s-a interesat la un exploatator forestier despre prezența trupelor germane în pădure, apoi a decis să întreprindă o misiune de recunoaștere împreună cu câțiva oameni. La fața locului, au găsit bucătarul unității germane și l-au ucis. Pe 21 august, ca represalii, soldați din Batalionul 18 au adunat locuitori ai cartierului Marseigne și câțiva trecători la intersecția „Quatre-Chemins”, intenționând să-i execute pentru a răzbuna uciderea soldatului.
Între timp, două vehicule ale companiei FTPF 1218 din tabăra „Guy Mocquet” de la Dompierre-sur-Besbre, condusă de doctorul Clusel, medic și comunist, care tocmai jefuiseră câteva proprietăți din împrejurimi și se îndreptau spre Sorbier pentru a recupera arme recent parașutate, au ajuns la Marseigne. Văzând intersecția ocupată de germani, aceștia au deschis focul. Germanii au ripostat, iar cei șase ocupanți ai primei mașini, imobilizată de o aruncare de grenade, au fost toți uciși. Considerând represaliile suficiente, germanii au eliberat apoi ostaticii.
Corpurile luptătorilor din rezistență au fost expuse în biserica parohială, împreună cu bunurile furate de aceștia. Populația din Jaligny a refuzat să permită înmormântarea lor în cimitirul comunal, dar s-a ridicat un monument pe locul unde au fost uciși. Ulterior, acesta a fost mutat pe partea cealaltă a drumului, lângă zidul actualei brigăzi de jandarmerie, unde este amplasată o placă comemorativă cu numele lor, precum și cel al tinerei Paulette Michelet, în vârstă de doar 14 ani, ucisă accidental în apropiere pe 5 septembrie 1944 de un glonț tras de un soldat FFI care își curăța arma.

#### După 1945
În 1959, un colegiu de învățământ general a fost creat la Jaligny, fiind echipat și gestionat în principal de către comună și comunele învecinate. Echipamentul a fost realizat prin utilizarea unor clase prefabricate (dintre care 7 au fost finanțate din bugetul comunal al Jaligny, iar două grupuri de câte 3 clase au fost furnizate de stat). Comunele au format atunci un sindicat intercomunal pentru construcția unei cantine școlare, destinată găzduirii a peste 300 de semi-pensionari, serviciul de semi-pensiune fiind gestionat de un comitet de voluntari.
Ca etapă premergătoare naționalizării, situația juridică a instituției a fost reglementată în anul școlar 1970 prin crearea oficială a Colegiului de Învățământ General Mixt nr. 0030019 E din Jaligny-sur-Besbre, ca instituție de învățământ secundar sub regim municipal.

### Marseigne
Satul Marseigne, situat pe malul stâng al râului Besbre, pare să fi fost construit pe locul unei tabere romane, fapt sugerat de denumirea sa din vechile documente, Marsinha (derivată din Martis signa, "însemnele lui Marte", o expresie utilizată pentru a desemna o tabără militară), precum și de poziția sa topografică de-a lungul unui drum roman secundar care lega Decize de Roanne prin valea Besbre. Acest drum, venind dinspre Dompierre, se îndrepta apoi spre Lapalisse. Existența sa este confirmată de numeroasele vestigii galo-romane descoperite în apropierea sa.
Acest drum a înlocuit un traseu protoistoric atestat de câmpul de urne de la Dompierre și de comoara de la Marseigne, compusă din bijuterii de aur (un brățară simplă de aur, o lamă de aur înfășurată „în formă de arc de sonerie”, torques din aur helicoidal cu cârlige conice și un cârlig conic din aur) și un lingou de bronz, datând din epoca bronzului, descoperite în 1868 și 1869. Rămășițele acestui drum au fost identificate la Decize, Marseigne și Dompierre.
Astăzi, cartier al localității Jaligny, Marseigne, a cărui existență este bine documentată încă din Evul Mediu, a fost, sub Vechiul Regim, o parohie, în sensul unei subdiviziuni administrative civile, aparținând generalității, alegerii și bailliage-ului din Moulins și fiind guvernată de cutuma Bourbonnais. Aceasta era o posesiune a stareței benedictinelor de la Notre-Dame din Nevers, care purta titlul de doamnă de Marseigne și deținea drepturi de jurisdicție înalte, mijlocii și joase.
Ca subdiviziune ecleziastică, parohia Notre-Dame de Marseigne făcea parte din dioceza de Clermont. Deși o tradiție profund înrădăcinată local o plasează sub patronajul sfântului Blasiu, parohia era, de fapt, sub patronajul sfântului Fiacre. De altfel, cadastrul napoleonian încă menționa, în 1833, o „casă Saint-Fiacre” în apropierea amplasamentului fostei biserici parohiale. Preotul paroh era numit la recomandarea stareței de la Notre-Dame din Nevers, în calitatea acesteia de doamnă a Marseigne.
Un priorat dependent de această abație era deja cunoscut la Marseigne în 1293, cu ocazia unui diferend între Robert al III-lea, conte de Clermont, senior de Jaligny, și Isabelle, prioră de Marseigne, referitor la drepturile de jurisdicție înaltă și joasă ale prioratului și la amenzile pe care aceasta trebuia să le încaseze pentru delictele comise în orașul Marseigne.
Anumite documente menționează, de asemenea, la Marseigne, un priorat augustinian, tot sub hramul Notre-Dame, care ar fi fost afiliat abației Saint-Martin din Nevers. Unele dintre acestea afirmă că priorul său percepea în totalitate dijma parohiei din Marseigne, precum și dijma din Paray, pe teritoriul Saligny, împărțită în mod indivizibil cu preotul-prior din Saligny și proprietarul acestui domeniu. Se pare că în acest priorat augustinian a murit, spre sfârșitul secolului al XIV-lea, Louis Dauphin, fiul cel mic al lui Guichard I Dauphin și fratele lui Guichard II Dauphin, succesiv seniori de Jaligny.

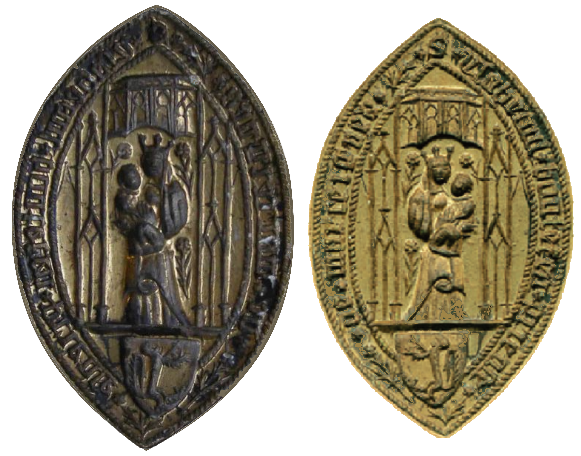
Sigiliul lui Isabeau Boutefeu.

În secolul al XV-lea, „supușii în justiție” ai prioratului benedictinelor îi erau datori în fiecare an, în baza dreptului de înaltă jurisdicție, cu „trei corvezi cu boi și căruță”, așa cum cerea priora, Doamna Ysabeau Boutefeu, celui numit Pierre Bardin și familiei acestuia, în 1462.
Registrul feudal al Chavroches, refăcut în 1509 la ordinul ducesei Anne de Bourbon, ne dezvăluie că domeniul La Vauvre (în apropiere de Jaligny) aparținea priorei de Marseigne. De asemenea, Descrierea generală a Bourbonnais-ului din 1569, întocmită de Nicolas de Nicolaÿ, arată că parohia număra 28 de gospodării fiscale, ceea ce ar putea corespunde aproximativ cu 140 de locuitori. În aceeași perioadă, Nicolaÿ înregistra 78 de gospodării (aproximativ 390 de locuitori) în parohia Jaligny, „atât în oraș și în zona privilegiată (în interiorul incintei fortificate), cât și în afara acesteia”.

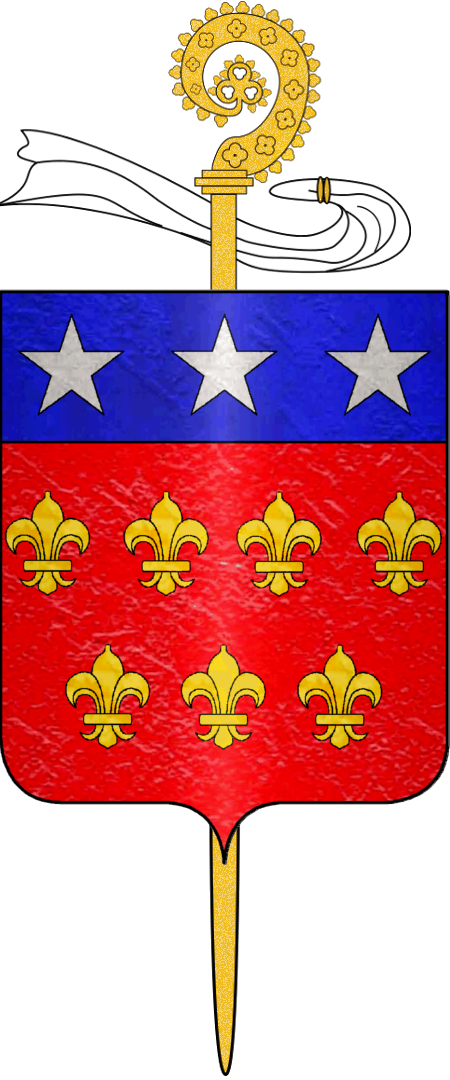
Blazonul abației Notre-Dame din Nevers.

Exploatarea de către societățile savante locale a arhivelor din Nièvre referitoare la abația Notre-Dame din Nevers a permis documentarea unui număr mare de alte drepturi și posesiuni ale prioratului, în special în secolul al XVII-lea. Astfel, trei procese-verbale ale unei vizite canonice a prioratului, efectuată la 22 iulie 1624 de Jacques Aubert, preot și călugăr profest al abației Saint-Vincent din Mans, comisar desemnat de Claude de Gamaches, stareța abației Notre-Dame din Nevers, însoțit de notarul regal al bailliage-ului și al sediului prezidial din Saint-Pierre-le-Moûtier, oferă un raport foarte complet asupra stării generale a mănăstirii, a amenajărilor sale și a veniturilor acesteia.
Stareța, doamna Perronne (sau Perronnelle) de La Guiche, fiind absentă, comisarii au trecut prin claustru pentru a se îndrepta spre biserică, unde au constatat că „bolta care acoperă marele altar este crăpată, fisurată și deschisă, amenințând ruină, iar în ceea ce privește cele două bolți mici, aflate la intrarea corului sus-menționatei biserici, am văzut că ele au fost refăcute de curând.”. Seara, „la locuința de la Notre-Dame”, l-au primit pe domnul Jean Tungnaud, parohul din Marseigne și capelan al prioratului, care locuia într-o cameră acolo, „deoarece în prezent nu există nicio casă parohială, aceasta fiind ruinată de mult timp, iar parohienii sunt atât de săraci încât nu au mijloacele necesare pentru a o reconstrui.”.
Acesta a declarat, de asemenea, că asigura serviciul divin și celebra Sfânta Liturghie cel puțin o dată la două zile în biserica prioratului și că oficia chiar și vecerniile în zilele de duminică, precum și la sărbătorile dedicate Maicii Domnului și Apostolilor.
A doua zi, comisarii s-au întâlnit cu domnul Tungnaud în priorat, unde acesta le-a arătat o cameră mare cu podea nouă, una dintre sălile adiacente, o bucătărie și alte două camere mici, „toate aceste camere, săli și bucătăria, le-am găsit într-o stare bună și suficient mobilate.”.
Din audierea capelanului reiese, de asemenea, că prioratul era proprietarul unei mori de grâu „destul de apropiată și situată deasupra Jalligni, pe râul Besbre, sub jurisdicția sus-menționatului priorat, care se închiriază de obicei pentru 50 quarte de grâu și secară”. De asemenea, acesta deținea un domeniu – probabil cel al Ardillers – și „mai multe articole de cens, rente și sume importante de bani, datorii”, așa cum au atestat documentele prezentate comisarului numit de stareța abației.
Stareța avea drept de dijmă în parohiile Saligny (dijma de Paray), Collanges și Fougis, din parohia Thionne. În plus, ea deținea drept de justiție deplină – înaltă, medie și joasă – în incinta și cuprinsul parohiei Marseigne, în cimitir și în cele două case din fața bisericii menționate, precum și în casa grădinarului.

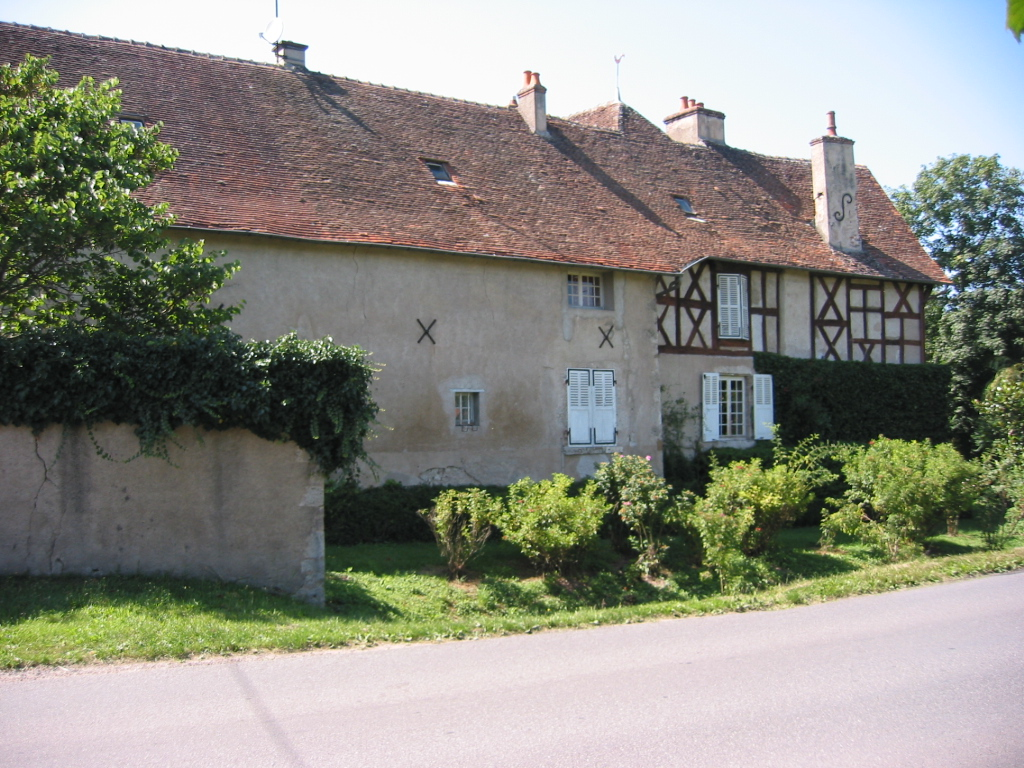
Mănăstirea.

În 1686, procesul-verbal al généralité-ului de Moulins, întocmit de intendentul d'Argouges, evalua venitul prioratului din Marseigne la 800 de livre. Parohia număra atunci 26 de gospodării (feux); prin comparație, Jaligny (oraș) înregistra 35 de gospodării, iar Jaligny (parohie), împreună cu feuda Escures, 16 gospodării.
În 1734, episcopul de Clermont, Jean-Baptiste Massillon, nota, cu ocazia vizitei sale pastorale, că „întreaga biserică era boltită și într-o stare destul de bună”, casa parohială – poate „Casa Saint-Fiacre” din cadastrul din 1833 – într-o stare foarte bună, iar cimitirul, înconjurat de ziduri, într-o stare destul de bună, „cu excepția unei porțiuni de grilaj la fiecare poartă... pentru a împiedica intrarea animalelor”.
Parohul declara atunci prezența a 34 de enoriași adulți („comuniuni”) care participau regulat la slujbe. Deși parohia nu avea nici învățător, nici învățătoare, exista o moașă „suficient de bine instruită”.
La adunarea generală a celor trei ordine, din jurisdicția de Moulins, pe 16 martie 1789, doi deputați ai parohiei Marseigne, Claude Lageneste, comisar în drepturile senioriale, și Gilbert Puignard, proprietar, din parohia Marseigne, au reprezentat ordinul stării a treia pentru Chavroches.
Comuna Marseigne a fost creată prin decretul Adunării Naționale din 14 decembrie 1789, proclamat de rege la 28 decembrie 1789. Deși fuziunea cu cea din Jaligny a fost decisă la 18 iunie 1791, printr-o deliberare a departamentului Allier, aceasta pare să fi fost efectivă anterior datei de 2 februarie 1791, deoarece în acea zi, parohul Lacombe și-a anunțat intenția de a depune jurământul la constituția civilă a clerului „în fața municipalității reunite a Marseigne și Jaligny”.
Parohia catolică a dispărut de facto atunci când ultimul preot, Joseph Lacombe, a părăsit Marseigne pentru Vaumas, unde a fost numit paroh „intrus” („juratus, fuit intrusus à Vaumas ; absque moribus et doctrina”) în 1791-1792. Parohia a fost apoi deservită de Claude-Pierre Marcillat, preot constituțional din Jaligny, care, la 23 august 1791, a mers să ia vasele sacre din biserica ce amenința să se ruineze și le-a dus la Jaligny.
Ulterior, parohia a fost atașată bisericii Saint-Hippolyte din Jaligny, probabil în jurul anului 1797, când preotul Guillaume-Joseph Fouilhoux a ieșit din clandestinitatea în care trăia din 1793. Situația religioasă a clerului din Allier, în jurul anului 1802, menționează parohia ca fiind „în prezent unită cu Jaligny”.
La 16 ianuarie 1792, „casa parohială, grădina și două mici livezi provenite de la parohia Marseigne” au fost vândute ca bunuri naționale unui anume Bassot pentru 4.500 de livre, iar la 24 prairial, anul II (12 iunie 1794), „clădirile prioratului din Marseigne, aparținând benedictinilor din Nevers, biserica, cimitirul, grădina și livada” au fost vândute pentru 37.000 de livre lui Jean-Marie Pomer de Péreux.
Din biserica parohială nu a mai rămas nimic, aceasta nemaifiind prezentă deja pe planul cadastral din 1833, însă din priorat s-a păstrat o frumoasă locuință cu corp dublu, numită „Le Couvent” (Mănăstirea). Locul numit „La Vieille Cure” (Fosta Casă Parohială) reprezintă o mărturie toponimică rară a existenței acestei foste parohii.

### Prioratul Sfântului Mormânt

#### Istoria Mănăstirii
Nu departe de oraș, se afla odinioară o mănăstire benedictină, astăzi dispărută, Moûtier de Jaligny, fondată sub numele de „Prioratul Sfântului Mormânt din Beaulieu” de către Hector (sau Hictor), stăpânul Jaligny, la întoarcerea sa dintr-un pelerinaj în Țara Sfântă. Acesta va explica mai târziu astfel: „Considerând cu toată afecțiunea sufletului său mila judecătorilor cerești, după întoarcerea din călătoria sa la Ierusalim, a construit o biserică ce îi aparținea, pe care a consacrat-o în cinstea regelui suprem și a Sfântului Său Mormânt”.
Hector, păstrându-și totuși dreptul de proprietate pe durata vieții sale, a donat fundația sa „Domnului Dumnezeu și scaunului mamei sale, Maria din Auvergne, unde foarte gloriosul martir Vital și Agricol par să fi fost îngropați în mod miraculos” – cu alte cuvinte, catedralei din Clermont – la 24 octombrie 1036, sub episcopatul lui Rencon, episcop de Clermont (1030–1053).
Bărbat de cea mai mare cinste, el își începea documentul „recunoscând că această viață prezentă este instabilă, trecătoare și dificilă pentru toți cei care se încred în ei înșiși și cât de mare [va fi] răsplata dată celor buni și pedeapsa veșnică [va fi] dată celor răi în ziua de pe urmă.”
El îl încheia cerând ca acesta să rămână pentru totdeauna așa cum l-a stabilit și „îl blestema pe oricine ar încerca să schimbe ceva în acesta, fie chiar și regele, cu pedepsele suferite de trădătorii Iuda, Antioh, Domițian, Nero, Datan și Abiram.”
Mănăstirea, alcătuită din 12 călugări, a fost transformată în abație după cedarea sa către abația Chaise-Dieu și supusă regulii Sfântului Benedict. Data exactă a acestei afilieri este necunoscută, dar s-ar situa după anul 1052 și probabil înainte de 1146, sub episcopatul lui Aimeri, care fusese abate la Chaise-Dieu între 1102 și 1111, o bulă a papei Eugen al III-lea, datată 1 februarie 1146, menționând deja prioratul din Jaligny pentru abația Chaise-Dieu, din care va deveni una dintre cele mai importante filiale din Auvergne, numărând 15 călugări în 1146.
Se știe, de asemenea, că Armand de Brezons, al 17-lea abate al abației Chaise-Dieu, a lăsat un legat prioratului din Jaligny, pentru ca acolo să se roage lui Dumnezeu pentru sufletul său în ziua morții sale (31 octombrie 1227) și că arhiepiscopul de Bourges, Simon al II-lea de Beaulieu, s-a oprit de două ori la Jaligny, „priorat conventual al Chaise-Dieu”: prima vizită a avut loc în martie 1284, când a fost primit cu procesiune la sunetul clopotelor și a luat masa cu șase dintre călugării prioratului; a doua vizită a avut loc în 1287. Câteva nume ale priorilor din această perioadă sunt cunoscute: Étienne de Brécon, în ianuarie 1221; Artophle, în 1225; Barthélemy, în mai 1237. Ulterior, se găsește la arhivele naționale o chartă din 18 iulie 1303 ce poartă o procură din partea priorului Sfântului Mormânt din Jaligny, Étienne de Montaigu, pentru a fi reprezentat la Montpellier în fața vicontelui de Narbonne și pentru a primi de la acesta sfaturile regelui Filip cel Frumos privind conflictul cu papa Bonifaciu al VIII-lea.

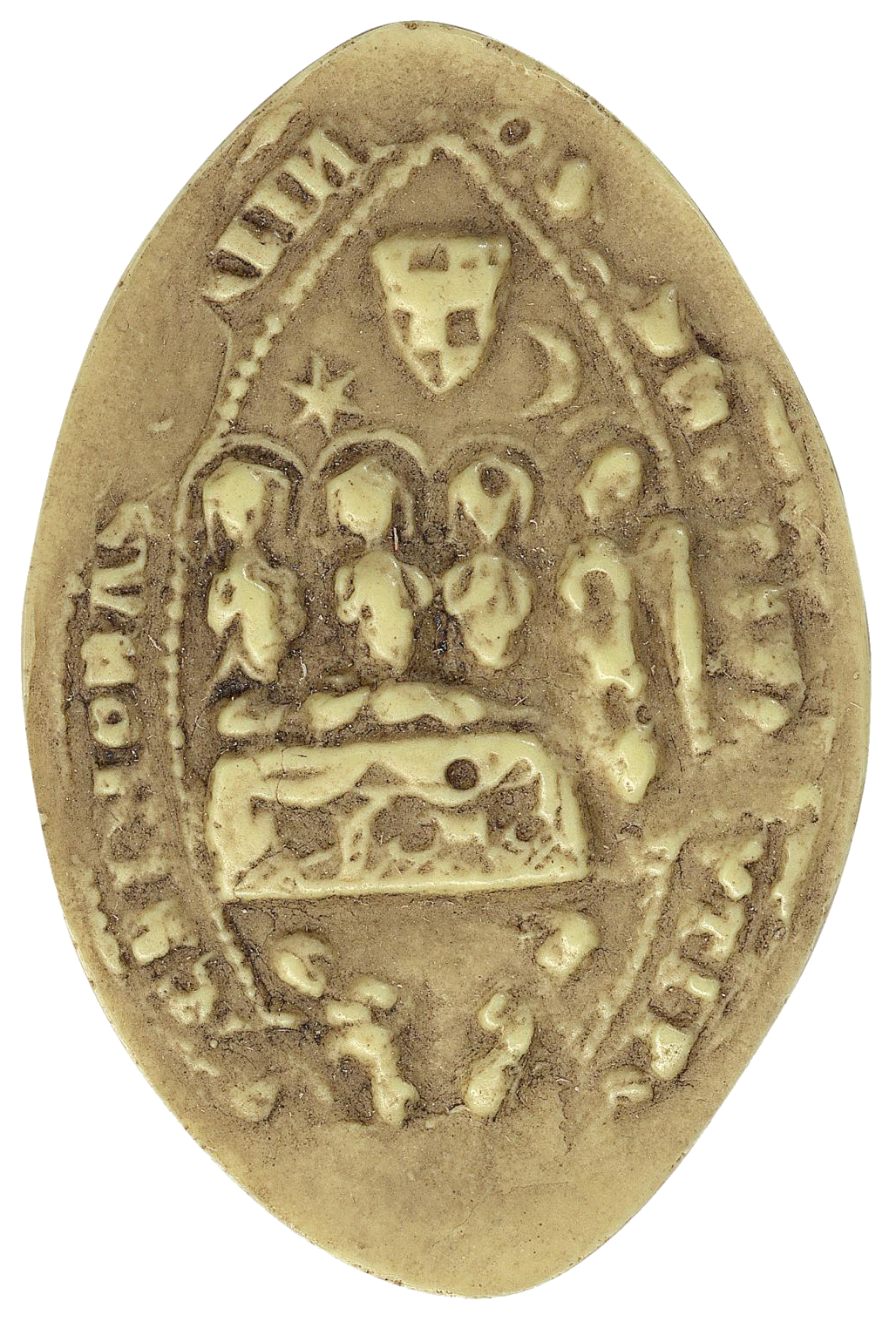
Sigiliul fratelui Étienne de Montaigu (1303).

În secolul al XIV-lea, acest priorat căpătase o importanță considerabilă. Pe lângă prioratul Saint-Hippolyte din Jaligny – unde acorda, de asemenea, la prezentarea seniorului, conducerea spitalului „hôtel-Dieu” și a școlilor – priorul avea dreptul de a numi preoții pentru șaisprezece parohii: în dieceza de Clermont, bisericile din Moûtier-les-Jaligny, al cărei paroh trăia alături de călugări, din Thionne, veche biserică-mamă a Moûtier, din Billy, Chézeaux, Ciernat (parohie unită în 1832 cu Montaigu-le-Blin, împreună cu Saint-Étienne-du-Bas), Montaigu-le-Blin, Montoldre, Saint-Christophe de Vicq, Saint-Révérien (unită cu Vaumas între 1790 și 1794), Saint-Voir, Treteau, Toulon și Le Vernet; în dieceza de Autun, bisericile din Le Pal, Saint-Pourçain-sur-Besbre și Thiel. Clericii acestor biserici îi datorau drepturi de patronaj variabile, în funcție de veniturile parohiale. De asemenea, depindeau de el prioratul-parohie din Cossaye, cel din Saint-Germain-en-Viry și, la Thyellus (Thiel), prioratul desemnat în jurul anului 1460, în registrul domeniului castelaniei din Moulins, sub numele de „prioratul din Pougny”.
Drepturilor ecleziastice li se adăugau numeroase drepturi senioriale, care îi asigurau, de asemenea, venituri considerabile. Bunurile și drepturile sale, exercitate prin intermediul unor ofițeri, se întindeau în întreaga regiune dintre râurile Besbre și Allier, de o parte și de alta a Luzeray, la nord până la Thiel și Dompierre, iar la sud-vest până la Varennes și Cusset. De exemplu, deținea, pe lângă drepturile senioriale, întreaga jurisdicție (înaltă, mijlocie și joasă) asupra satelor și parohiei din Moûtier și Thionne și asupra satului La Brosse (Trézelles). De asemenea, se bucura de dreptul de vânătoare – la o aruncătură de arbaletă în garene, cu condiția să nu fie vânat mare – pe toate pământurile din Jaligny, fie că erau sub jurisdicția sa sau a seniorului, și, în întinderea tuturor domeniilor sale, avea dreptul de a înființa tarabe pentru a-și vinde produsele. Putea devia apa din râul Besbre către moara sa din Anglèze și avea drept de pescuit în râul situat în aval de Jaligny, începând de la biserica prioratului. A beneficiat de drepturile, cenzurile și obligațiile feudale ale domeniului din Toulon până la Revoluția Franceză.
Numeroase litigii au apărut atunci între călugări și seniorii din vecinătate. Cel mai curios dintre ele privește pretenția priorului de la Moûtier, care revendica privilegiul de a vâna vânatul mare în pădurile din Jaligny. Mai serios, în anul 1379, Guichard Dauphin îi reproșa priorului Guillaume de Rochefort că, de aproximativ cincisprezece ani, fără autorizația sa, acesta transformase prioratul într-o „casă fortificată, prevăzută cu turnuri și gherete, înconjurată de ziduri și șanțuri, ceea ce îi aducea un foarte mare prejudiciu, având în vedere că respectivul priorat este situat lângă castelul său din Jaligny, care până atunci nu fusese fortificat, iar întrucât apărarea acestuia nu era suficientă, locul devenea vulnerabil, prezentând mari pericole și inconveniente”.
La aceste acuzații, călugării au răspuns că ei nu făcuseră decât „să răspundă necesităților momentului, fortificând prioratul, deoarece aceasta este singura modalitate de a asigura serviciul divin și de a oferi supușilor lor un loc în care să-și pună ei înșiși și bunurile lor în siguranță. În plus, lucrările au fost realizate suficient de bine pentru ca această casă să fie apărată și apărată, iar ar fi nedrept să fie obligați să demoleze ceea ce au construit cu greu, la mari cheltuieli și eforturi”.
Un arbitraj a avut loc, iar la 30 mai s-a semnat un tratat prin care priorul era autorizat să mențină prioratul în starea sa de casă fortificată, cu turnurile, gheretele, zidurile și șanțurile sale, pentru a proteja veniturile importante ale mănăstirii, estimate la 300 de livre pe an, ba chiar i se permitea să întărească fortificațiile. În plus, i se permitea să numească și să instituie „un căpitan competent și potrivit din ținutul Bourbonnais, Auvergne sau Burgundia pentru apărarea, siguranța și paza respectivului loc, cu condiția ca acel căpitan, numit și desemnat de către călugări, să depună un jurământ solemn în prezența seniorului din Jaligny sau a balivului acestuia, ori de câte ori va fi solicitat, de a guverna bine și cu loialitate și de a exercita funcția de căpitan al respectivului loc, în interesul seniorului din Jaligny, al călugărilor și al ținutului”.

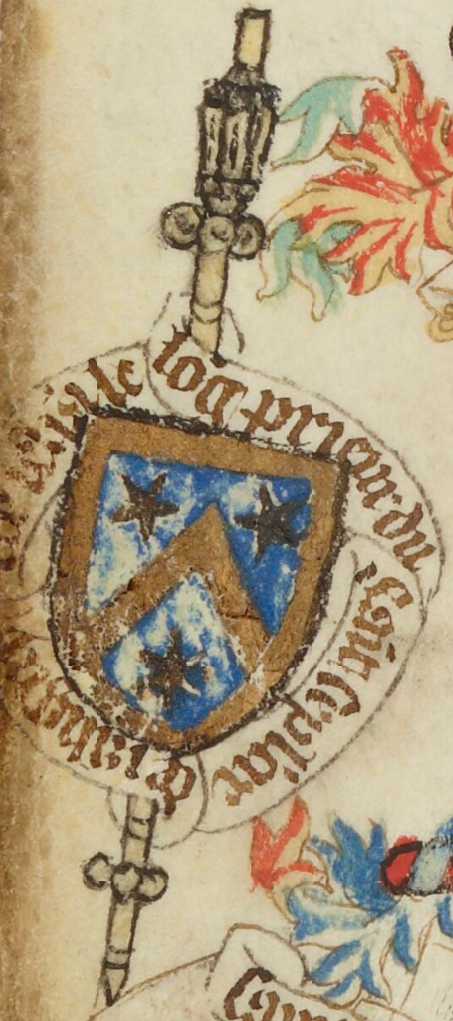
Blazonul lui Jehan Le Long.

Regimul commendam s-a introdus foarte devreme în acest beneficiu. Începând cu anul 1456, când Antoine de Balzac, doctor în drept canonic, succedându-i fratelui Jehan Le Long, este menționat ca prior commendatar, vedem că se succedă următorii: Antoine de Chabannes, prior de Ambierle, episcop de Puy (1494–1520), Philibert de la Guiche (1540), François de la Guiche (1545–1578), Pierre Roux (1591), Antoine Challemoux, preot din Chambilly (1593–1613), Antoine Berthoux, din Mazerier (1613–1635), Jacques de Bayard, scutier și capelan al regelui, abate de Notre-Dame de Bellaigue (Virlet), senior de Marsat și Langlard (1635–1666), Jean-Jacques de Charry des Gouttes, până la moartea sa la 25 aprilie 1718 (1666–1718), Jacques Lallement, doctor în teologie la Sorbona, episcop de Sées (menționat în 1724), apoi Jean Oliva sau Olivat, bibliotecar al cardinalului de Rohan și al prințului de Soubise (–1757), și în cele din urmă Charles-Louis Taillandier, călugăr benedictin din congregația Sfântului Maur (1747–1786) și abate commendatar al mănăstirii Holycross, din Irlanda.

Blazonul lui Antoine de Balzac

Punând în mâinile unor particulari, de cele mai multe ori străini de mănăstire, resurse destinate cultului, regimul commendam avea, în general, o reputație proastă. Chiar dacă printre commendatari se găseau uneori administratori mai buni decât abații regulari, iar în cele din urmă călugării și regula monastică aveau de câștigat, de cele mai multe ori acești beneficiari „nu aveau altă grijă decât să jefuiască casa lui Dumnezeu” și reduceau la minimum personalul conventului, căruia îi lăsau doar portio congrua (din latină: congruus, convenabil), menită să îi permită să asigure serviciul divin și să trăiască „decent”. Exploatarea sistemului commendam avea, în general, consecințe dezastruoase pentru regula monastică și prosperitatea ordinelor religioase, dar, la Moûtier-lez-Jaligny, aplicarea sa a fost deosebit de scandaloasă.
Philibert de la Guiche a dat lovitura de grație vieții monastice: i-a alungat dintr-o dată pe toți călugării, iar prioratul, administrat de atunci ca un bun obișnuit, nu a mai fost, în realitate, decât o proprietate a familiei La Guiche, pentru care Roux, Chalmoux, Berthoud și Bayard nu au fost decât simpli arendași. Jacques de Charry des Gouttes a încercat, în 1681, să restaureze viața religioasă, dar, deși Simon Berroyer, notar în Bourbonnais și castelan de Crapelles (sat din Beaulon), s-a retras la Moûtier în 1696, după ce și-a cedat seniorului din Paray „drepturile asupra locurilor și domeniilor” pe care le deținea, tentativa sa pare să fi eșuat, iar în 1702 comunitatea nu mai cuprindea decât priorul claustral. În 1743, fratele Prévost este menționat ca singurul titular al tuturor oficiilor claustrale.
La 16 mai 1744, regele l-a autorizat pe priorul Jean Oliva să continue suprimarea mensei conventuale și a oficiilor claustrale. La 6 aprilie 1746, episcopul de Clermont a emis decretul de suprimare a mensei conventuale. În mai 1746 și pe 17 iunie 1747, lettres patentes ale regelui au confirmat decretul episcopal și au ordonat punerea lui în aplicare. În cele din urmă, în același an, marele consiliu al abației Chaise-Dieu a hotărât ca, în schimbul unei rente de 400 de livre plătite mensei conventuale a abației de către priorul de la Moûtier, fundațiile realizate pentru această mănăstire să fie transferate acolo și, în intenția lor, să se celebreze săptămânal, în biserica abatială, o liturghie în tăcere.
Devenite inutile, biserica și clădirile claustrale au fost distruse; ornamentele și obiectele de cult au fost vândute, iar în 1750, din fundația lui Hector de Jaligny, despre care se spunea că este „interzis a fi atinsă, sub pedeapsa damnării veșnice”, nu mai rămăseseră decât domeniile și rentele, care serveau doar pentru a asigura o viață confortabilă unui beneficiar norocos.
Un registru din 1762 menționa încă, ca fiind la dispoziția priorului din Jaligny, parohiile „Sfântul Gheorghe din Vernet, Sfântul Alyre din Billy, Notre-Dame din Ciernat, Sfânta Ana din Montaigut-le-Blanc, Sfântul Eloi din Montordre, Sfântul Voyes de lângă Jaligny, Sfântul Maurice din Tréteaux, Sfântul Lambert din Chasannes, Sfântul Vénérand, Sfântul Ipolit din Jaligny, Sfântul Mormânt de lângă Jaligny, împreună cu Notre-Dame din Thionne, filiala sa.” Veniturile acestui așezământ monastic fără călugări, administrate în 1766 de Claude Delageneste, perceptorul prioratului, depășeau încă 6 000 de livre în ajunul Revoluției Franceze.

#### Clădirile priorale
La mijlocul secolului al XIV-lea, călugării își transformaseră prioratul într-o clădire pătrată, flancată de patru turnuri și gherete și înconjurată de ziduri și șanțuri, făcându-l să semene mai mult cu o casă fortificată decât cu un așezământ monastic. În secolul al XV-lea, Antoine de Balzac a reconstruit clădirile și le-a adăugat o aripă spațioasă în care și-a instalat apartamentele, precum și o poartă de intrare ale cărei bolți înguste cu muchii ascuțite au fost adesea confundate, în mod eronat, cu rămășițele unei vechi capele.
Din această perioadă datează două pietre sculptate, reprezentând un înger care ține în fața sa stema priorului: albastru (azur) cu trei frunze de trifoi de argint, având în centru un scut roșu (gules) cu o cruce de argint, șef de aur încărcat cu trei frunze de trifoi de același câmp, și în centru un scut roșu cu o cruce de argint. Una dintre pietre este încastrată într-un zid, iar cealaltă reprezintă o cheie de boltă veche a porții de intrare.
Partea cea mai veche a Moûtier-ului a suferit o remodelare completă în secolul al XVI-lea, iar sălile gotice au dispărut pentru a face loc unor camere înalte, în stilul vremii. Aceste lucrări au fost întrerupte în timpul gestionării scandaloase a lui Philibert de la Guiche, iar din ele nu a rămas aproape nimic, în afară de un șemineu neterminat, ale cărui ornamente sunt doar schițate.
La sfârșitul secolului al XIX-lea, se puteau încă citi două inscripții: Cognosce te ipsum (Cunoaște-te pe tine însuți) și Facile contemnit omnia qui semper cogitat esse moriturus (Disprețuiește ușor toate lucrurile cel care se gândește mereu că va muri).
Biserica priorală, în jurul căreia se întindea cimitirul, se afla pe locul actualei curți exterioare (basse-cour). În timpul unor lucrări din secolul al XIX-lea, au fost descoperite numeroase capiteluri și pietre sculptate, provenind din demolările din 1747, care au fost, din păcate, sparte pentru a fi folosite ca materiale de construcție.
Singurul element care a supraviețuit este o margine de fântână din secolul al XII-lea, situată în curtea de onoare, sculptată dintr-un singur bloc de piatră și împodobită cu arcaturi romanice. Săpături recente, întreprinse de actualul proprietar, au scos la iveală morminte vechi în locul presupus al fostei biserici.
Acest fost așezământ monastic se află astăzi pe teritoriul comunei Thionne.

## Populația și societatea

### Date demografice
Evoluția numărului de locuitori este cunoscută prin recensămintele populației efectuate în comuna respectivă începând din 1793. Pentru comunele cu mai puțin de 10 000 de locuitori, un recensământ al întregii populații este realizat la fiecare cinci ani, populațiile legale pentru anii intermediari fiind estimate prin interpolare sau extrapolare.
În 2021, comuna număra 551 locuitori, în scădere cu -8,01 % față de 2015 (Allier: -1,97 %, Franța fără Mayotte: +1,84%).
| An        | 1793 | 1821 | 1841 | 1856 | 1876 | 1886 | 1901 | 1921 | 1936 | 1962 | 1982 | 2006 | 2014 | 2021 |
| --------- | ---- | ---- | ---- | ---- | ---- | ---- | ---- | ---- | ---- | ---- | ---- | ---- | ---- | ---- |
| Populație | 597  | 568  | 689  | 921  | 1014 | 1079 | 1059 | 946  | 924  | 822  | 767  | 652  | 597  | 551  |

## Urbanism

### Tipologie
La 1 ianuarie 2024, Jaligny-sur-Besbre este clasificată drept comună rurală cu habitat dispersat, conform noii grile comunale de densitate în 7 niveluri, definită de INSEE (Institutul Național de Statistică și Studii Economice) în 2022. Aceasta este situată în afara unităților urbane și în afara ariei metropolitane a orașelor.

### Utilizarea terenului
Ocuparea terenurilor în comună, așa cum reiese din baza de date europeană privind ocuparea fizico-biologică a solurilor Corine Land Cover (CLC), este marcată de importanța teritoriilor agricole (81% în 2018), o proporție identică celei din 1990 (81%). Distribuția detaliată în 2018 este următoarea: terenuri arabile (39,4%), pajiști (35,3%), păduri (12,4%), zone agricole eterogene (6,3%), zone urbanizate (6,2%) și medii cu vegetație arbustivă și/sau ierboasă (0,5%). Evoluția ocupării terenurilor din comună și a infrastructurilor sale poate fi observată pe diferitele reprezentări cartografice ale teritoriului: harta Cassini (secolul al XVIII-lea), harta de stat-major (1820-1866) și hărțile sau fotografiile aeriene ale IGN pentru perioada actuală (din 1950 până în prezent).

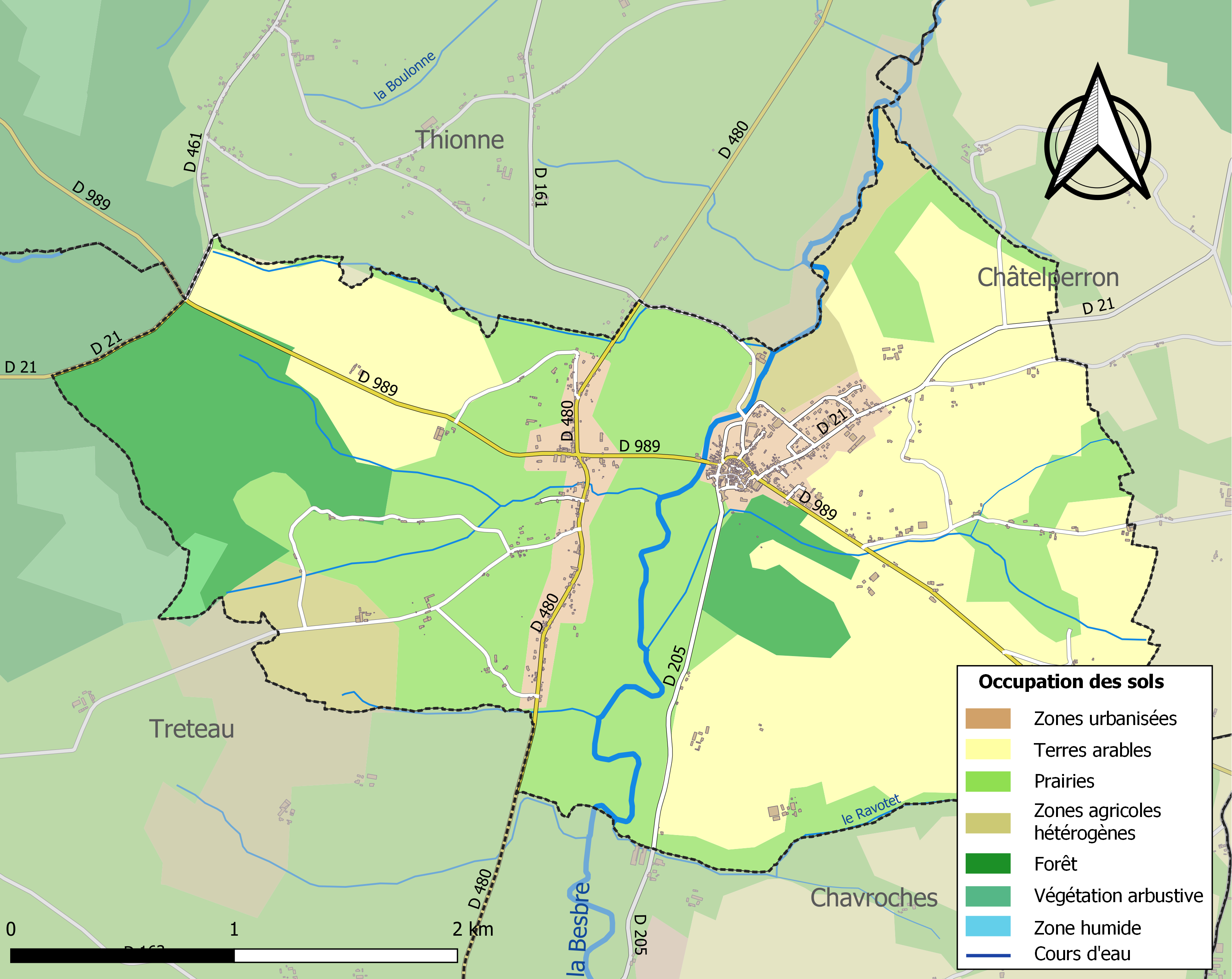
Harta infrastructurii și utilizării terenului a municipiului în 2018 (CLC).

## Cultură locală și patrimoniu

### Patrimoniu arhitectural

#### Biserica Saint-Hippolyte
La începutul secolului al XI-lea, Hector de Jaligny, întors dintr-un pelerinaj la Ierusalim, a construit ceea ce va deveni corul bisericii Saint-Hippolyte. Planul acestui edificiu primitiv, de formă centrală și acoperit cu o cupolă pe trompe, s-ar fi inspirat din planul bisericii Sfântului Mormânt, pe care el o vizitase cu siguranță în timpul șederii sale în Țara Sfântă.
În unele surse apare că Hector ar fi înființat în biserică un Sfânt Mormânt – care ar fi putut lua forma unui ansamblu statuar sau a unei capele – și care ar fi dispărut „în timpul zilelor tulburi din 1793”. Nicio sursă nu pare să susțină această afirmație, fiind posibil să fie vorba de o confuzie cu biserica Sfântului Mormânt, construită de Hector în locul numit Beau-Lieu, lângă Jaligny: « hujus aecclesiæ qui vocitatur Sanctum Sepulcrum a Bello Loco, que est sita in pago Arvernico juxta castrum Galiniacum », pe care acesta a donat-o catedralei din Clermont la 24 octombrie 1036. Aceasta va deveni ulterior prioratul Sfântului Mormânt după ce a fost transmisă abației Chaise-Dieu.
Construcția bisericii a continuat cu realizarea navei în secolul al XII-lea. Ultimele lucrări importante datează de la sfârșitul secolului al XVIII-lea.

#### Castelul
Un castel renascentist se înalță la intrarea în Jaligny, pe malul râului Besbre. Situat la poalele unei mici coline, acesta este înconjurat de grădini și de un parc vast. A fost reconstruit la sfârșitul secolului al XV-lea (după 1489) pe locul unui edificiu mai vechi, din care s-a păstrat un châtelet de intrare din secolul al XIV-lea (după 1363), care era odinioară legat de incintă.
Construit pe un plan rectangular, două turnuri rotunde, înalte și masive, flanchează fațada de vest. În cursul secolului al XVI-lea, au fost adăugate lucarne renascentiste cu frontoane triunghiulare pe acoperișuri. Fațada opusă este completată, în colțul sud-estic, de un pavilion dreptunghiular al cărui etaj găzduia o capelă, construită de cardinalul d'Amboise, prim-ministru al lui Ludovic al XII-lea, și de două turnuri de scară. Tot din această perioadă datează construcția scării principale și a porții decorate în formă de anse de panier (arc în segment de cerc).

#### Alte monumente
- Vestigiu al fortificațiilor orașului, ale căror prime mențiuni sunt anterioare secolului al XII-lea și care numărau încă șapte turnuri, inclusiv un turn „pătrat” ce a supraviețuit până la mijlocul secolului al XIX-lea, Turnul Vechi ar fi fost construit între secolele XII și XIII. Acesta a fost parțial distrus în timpul Războiului de 100 de Ani și reconstruit după 1367 de către Guichard I Dauphin[66].

În secolul al XIX-lea, turnul a servit drept închisoare, iar în timpul revoltei din 1851, insurgenții i-au închis acolo pe primarul din Châtelperron, M. Collas, și pe cel din Jaligny, Couvreux. Turnul a fost transmis comunei prin testament.
- Numeroase construcții din târg datează din epoca medievală, printre care și câteva case cu pereți din lemn (colombages) din secolul al XIII-lea. Fațada uneia dintre aceste case a fost demontată și reasamblată lângă turnul de Nord-Est al castelului în jurul mijlocului secolului al XIX-lea.
- Vechea fântână a târgului alimenta locuitorii până la introducerea sistemului de aducțiune a apei. Nu este vorba despre o fântână propriu-zisă: apa provine dintr-o cisternă situată sub casa învecinată[230].
- Les Matras, denumită inițial „Fontanière”[231], este o fermă fortificată datând fie din secolul al XV-lea, fie din secolul al XVII-lea, în funcție de autori. Aceasta este considerată leagănul familiei Matherat, o veche familie burgheză din regiune[16].
- „Podul roman” traverse pârâul care alimentează iazul castelului pentru a face legătura cu Les Matras. Înainte de construirea drumului actual, acesta se afla pe calea care ducea spre Sorbier. Fragmente de ceramică romană au fost descoperite în apropierea sa, sugerând că ar putea data din perioada gallo-romană. Cu toate acestea, este posibil ca podul să fi fost construit abia în epoca medievală.
- Castelul Lonzat a fost construit în 1643[231] de Jean-François de Fradel, nepotul lui Marc de Fradel, scutier, menționat ca senior de Lonzat în 1615[232], cu ocazia căsătoriei sale cu Michelle Brirot[233].

Clădirea principală, cu un singur etaj, este flancată de două turnuri pătrate dispuse în diagonală. La acestea se adaugă, în centrul fațadei, un al treilea turn construit în secolul al XIX-lea, perioadă în care au fost refăcute deschiderile și au fost adăugate acoperișuri mansardate la pavilioanele din curtea de onoare.

### Personalități
- Madeleine Robinson deținea o casă în Marseigne.
- René Fallet, scriitor și scenarist, locuia în cartierul Marseigne.